# تیلور سوئیفت
تیلور آلیسون سوئیفت (به انگلیسی: Taylor Alison Swift؛ زادهٔ ۱۳ دسامبر ۱۹۸۹) خواننده-ترانه‌سرای آمریکایی است. او بابت سبک ترانه‌سرایی خودزندگی‌نامه‌ای، تنوع در رویکرد هنری، و تأثیر فرهنگی‌اش مشهور است. او یکی از پرفروش‌ترین هنرمندان جهان، پردرآمدترین اجراکننده، ثروتمندترین موسیقی‌دان زن و نخستین میلیاردری به‌شمار می‌رود که موسیقی منبع اصلی درآمدش بوده است.
سوئیفت در ۲۰۰۵ با بیگ مشین رکوردز قرارداد بست و با آلبوم‌های تیلور سوئیفت (۲۰۰۶) و بی‌باک (۲۰۰۸) به‌عنوان خوانندهٔ کانتری پاپ آغاز به کار کرد. تک‌آهنگ‌های این آلبوم‌ها، «اشک‌ها بر روی گیتارم»، «داستان عشق» و «تو مال منی»، در رادیو کانتری و پاپ موفق بودند. او سبک‌های راک و الکترونیک را به‌ترتیب در آلبوم‌های بعدی‌اش، حالا صحبت کن (۲۰۱۰) و سرخ (۲۰۱۲) کاوش کرد و با آلبوم سینث-پاپ ۱۹۸۹ (۲۰۱۴) وجههٔ خود را از کانتری به پاپ بازنگری کرد؛ نگاه موشکافانهٔ رسانه‌ها، الهام‌بخش آلبوم متأثر از هیپ هاپ اعتبار (۲۰۱۷) بود. تک‌آهنگ‌های این آلبوم‌ها، «دیگر هیچ‌وقت با هم نخواهیم بود»، «بندازش بره»، «فضای خالی»، «کینه» و «ببین مرا به چه کارهایی واداشتی» به صدر جدول بیلبورد هات ۱۰۰ رسیدند.
پس از بستن قرارداد با ریپابلیک رکوردز در ۲۰۱۸، سوئیفت آلبوم الکتروپاپ معشوق (۲۰۱۹) را منتشر کرد و با بیگ مشین بر سر مالکیت آثار اصلی (مسترها) اختلاف پیدا کرد و چهار آلبومش را تحت عنوان «نسخهٔ تیلور» بازضبط کرد. او در آلبوم‌های سال ۲۰۲۰، فولکلور و اِوِرمور، سبک‌های ایندی فولک و در نیمه‌شب‌ها (۲۰۲۲) و دپارتمان شاعران رنج‌کشیده (۲۰۲۴) زیرسبک‌های پاپ را کاوش کرد. در آمریکا، هفت آلبوم از سوئیفت رکورد فروش یک میلیون نسخه در هفته اول را شکسته‌اند. او در طول دههٔ ۲۰۲۰ با ترانه‌های «کاردیگن»، «بید»، «همه‌اش را خیلی خوب»، «ضدقهرمان»، «تابستان ظالم»، «الان همه‌چیز تموم شد؟» و «چهارده شب» به صدر جدول بیلبورد هات ۱۰۰ آمد. او شش تور کنسرتی برگزار کرده و تور دوره‌ها (۲۰۲۳–۲۰۲۴) پرفروش‌ترین تور تاریخ شد. فیلم‌های او شامل خانم آمریکایی (۲۰۲۰)، همه‌اش را خیلی خوب: فیلم کوتاه (۲۰۲۱) و تور دوره‌ها (۲۰۲۳)—پرفروش‌ترین فیلم کنسرتی تاریخ—می‌شوند.
سوئیفت از پوشش رسانه‌ای گسترده‌ای برخوردار است و هوادارانی در سراسر جهان دارد که به سوئیفتی‌ها معروف‌اند. نشریاتی مانند رولینگ استون و بیلبورد نام او را در رتبه‌بندی‌های بزرگ‌ترین هنرمندان تاریخ قرار داده‌اند؛ او تنها فرد از حوزه هنر است که به عنوان شخص سال تایم (۲۰۲۳) انتخاب شده است. افتخاراتش شامل ۱۴ جایزهٔ گرمی (دارای رکورد چهار جایزهٔ آلبوم سال)، یک جایزهٔ امی ساعات پربیننده، ۴۰ جایزهٔ موسیقی آمریکا، ۴۹ جایزهٔ موسیقی بیلبورد و ۳۰ جایزهٔ موسیقی ویدئوی ام‌تی‌وی می‌شود.

## زندگی و حرفه

### ۱۹۸۹–۲۰۰۳: اوایل زندگی
تیلور آلیسون سوئیفت در ۱۳ دسامبر ۱۹۸۹ در وست ردینگ، پنسیلوانیا زاده شد. نام او به اقتباس از خواننده-ترانه‌سرا جیمز تیلور انتخاب شد. پدرش، اسکات کینگزلی سوئیفت، کارگزار بازار سهام سابق برای شرکت مریل لینچ است؛ مادرش، آندره‌آ گاردنر سوئیفت (متولدشده با نام خانوادگی فینْلی)، زمانی در شغل مسئول بازاریابی برای صندوق‌های سرمایه‌گذاری مشترک کار می‌کرد. برادر کوچک‌ترش، آستین، بازیگر است. مادربزرگ مادری سوئیفت، مارجوری فینلی، خوانندهٔ اپرا بود و آوازخواندنش در کلیسا یکی از کهن‌ترین خاطرات سوئیفت در موسیقی شد که حرفه‌اش را شکل داد. مادر سوئیفت تبار اسکاتلندی و آلمانی دارد. پدرش نیز تبار اسکاتلندی و انگلیسی دارد و اجداد دور او ایتالیایی بودند.
سوئیفت سال‌های نخست زندگیش را در یک مزرعهٔ درخت کریسمس در پنسیلوانیا سپری کرد که پدرش از یکی از مشتری‌هایش خریده بود. او تابستان‌ها را در اقامتگاه خانواده‌اش در استون هاربور، نیوجرسی سپری می‌کرد؛ سوئیفت هر از گاهی در کافی‌شاپ آن‌جا ترانه‌های آکوستیک اجرا می‌کرد. او به‌عنوان پیروی مسیحیت بزرگ شد و پیش از رفتن به مدرسهٔ ویندکرافت، در مهدکودک و پیش‌دبستانی که به روش مونته‌سوری توسط خواهران فرانسیسکویی اداره می‌شد، تحصیل می‌کرد. هنگامی که خانوادهٔ او به وایومیسینگ، پنسیلوانیا نقل‌مکان کرد، سوئیفت در دبیرستان مقدماتی/پیشرفته محلی وایومیسینگ شرکت کرد. در کودکی، سوئیفت در نمایش‌های آکادمی تئاتر جوانان برکس نقش‌آفرینی کرد و برای یادگیری درس‌های آواز و بازیگری به‌طور منظم به شهر نیویورک سفر می‌کرد. علاقهٔ اولیهٔ او به موسیقی کانتری متأثر از شنایا توین، پتسی کلاین، لیان رایمز، و د چیکس بود و آخر هفته‌ها را به اجرا در جشنواره‌ها و رویدادهای محلی اختصاص می‌داد. پس از تماشای فیلم مستندی دربارهٔ زندگی فیث هیل، سوئیفت تصمیم گرفت برای پیشرفت در حرفهٔ موسیقی به نشویل، تنسی نقل مکان کند.
در یازده سالگی، سوئیفت همراه با مادرش برای دیدار با ناشران موسیقی به نشویل رفت و نوارهایی از نسخه‌های بازخوانیش از ترانه‌های دالی پارتن و دیکسی چیکس را برای این شرکت‌ها فرستاد. هیچ شرکتی پذیرای او نبود و سوئیفت تصمیم گرفت بر ترانه‌سرایی تمرکز کند. زمانی که دوازده ساله بود، نوازندهٔ محلی و تعمیرکار رایانه، رونی کْرِمِر به او نواختن گیتار را آموخت. کرمر در نوشتن ترانه‌ای غیراقتباسی به سوئیفت کمک کرد. در سال ۲۰۰۳، سوئیفت و والدینش با دَن دایم‌ترو، تهیه‌کنندهٔ موسیقی مستقر در نیویورک، شروع به همکاری کردند. با کمک او، سوئیفت برای ابرکرومبی اند فچ به کار مدلینگ پرداخت، و در همین دوره آهنگی از ساخته‌هایش در یک سی‌دی تلفیقی میبلین گنجانده شد. پس از اجرای ترانه‌های غیراقتباسی او در مسابقه‌های نمایشی آرسی‌ای رکوردز، به سوئیفت ۱۳ ساله قرار توسعهٔ هنری داده شد و او همراه با مادرش بارها نشویل سفر کرد. برای کمک به پیشرفت سوئیفت در موسیقی کانتری، پدرش هنگامی که او چهارده سال داشت شغلش را به دفتر نشویل مری لینچ منتقل کرد، و خانواده‌شان به هندرسون‌ویل، تنسی نقل‌مکان کردند. سوئیفت در دبیرستان هندرسون‌ویل تحصیل کرد اما پس از دو سال به آکادمی آرون رفت که اجازه می‌داد از طریق آموزش در خانه به تحصیل ادامه دهد و همزمان تورهایش را نیز داشته باشد؛ سوئیفت یک سال زودتر فارغ‌التحصیل شد.

### ۲۰۰۴–۲۰۰۸: آغاز حرفه و تیلور سوئیفت
در نشویل، او با ترانه‌سرایان باتجربهٔ موزیک رو، از جمله تروی ورجس، برت بیورس، برت جیمز، مک مک‌آنالی و برادران وارن همکاری کرد، و همچنین رابطهٔ کاری طولانی‌مدتی با لیز رز برقرار کرد. آن دو شروع به برگزاری جلسه‌های دو ساعتهٔ ترانه‌سرایی در بعدازظهر سه‌شنبه‌ها کردند. رز فکر می‌کرد جلسات «از آسان‌ترین کارهایی است که انجام داده‌ام. اساساً من فقط ویراستارش بودم. او می‌خواست دربارهٔ آنچه در مدرسه اتفاق افتاده‌است، بنویسد. او دیدِ روشنی از آنچه می‌خواست بگوید داشت. و او باورنکردنی‌ترین جملات را با خود می‌آورد.» سوئیفت به جوان‌ترین هنرمندی تبدیل شد که با مؤسسه انتشارات سونی/ای‌تی‌وی قرارداد امضاء کرده‌است، اما هنگامی که چهارده‌ساله بود آرسی‌ای رکوردز را که متعلق به سونی است ترک کرد. او بعداً گفت: «من واقعاً احساس می‌کردم وقتم دارد تمام می‌شود. من می‌خواستم این سال‌های زندگیم را تا وقتی که هنوز نمایانگر چیزی هستند که در زندگی بر من گذشته، به‌صورت یک آلبوم ضبط کنم.»
در اجراهای نمایشی در کافه بلوبرد نشویل در سال ۲۰۰۵، سوئیفت توجه اسکات بورچتا، یک مدیر اجرایی دریم‌ورکس رکوردز را که درحال ساختن یک شرکت ناشر موسیقی مستقل به نام بیگ مشین رکوردز بود، به خودش جلب کرد. او اولین بار بورچتا را در سال ۲۰۰۴ ملاقات کرده بود. سوئیفت به یکی از اولین کسانی تبدیل شد که با بیگ مشین قرارداد بستند، و پدرش سه درصد سهام این شرکت را با قیمتی بالغ بر ۱۲۰٬۰۰۰ دلار خریداری کرد. اندکی پس از آن، سوئیفت کار روی اولین آلبومش را آغاز کرد که نام آلبوم همنام خودش بود. سوئیفت بیگ مشین را متقاعد کرد که برای تهیه‌کنندگی نسخه‌های نمایشی‌اش نیتن چپمن را استخدام کند چرا که احساس می‌کرد «حالات روحی» اش با او سازگار است. او سه ترانهٔ اولین آلبومش را به تنهایی نوشت و برای ترانه‌های باقی‌مانده با رز، رابرت الیس اورال، برایان ماهر و آنجلو پتراگلیا همکاری کرد. آلبوم تیلور سوئیفت در ۲۴ اکتبر ۲۰۰۶ منتشر شد. جان کارامانیکا از نیویورک تایمز آلبوم را «شاهکاری کوچک به سبک کانتری آمیخته‌شده با پاپ، هم خوش‌بینانه و هم بدبینانه، که با صدای محکم و پرجاذبهٔ خانم سوئیفت خوانده می‌شود» توصیف کرد. تیلور سوئیفت در رتبهٔ پنجم در بیلبورد ۲۰۰ ایالات متحده قرار گرفت، جدولی که ۱۵۷ هفته را در آن سپری کرد و این خود رکورددار طولانی‌ترین حضور در جدول بیلبورد بین تمام آثار منتشر شده در دههٔ ۲۰۰۰ در ایالات متحده شد.

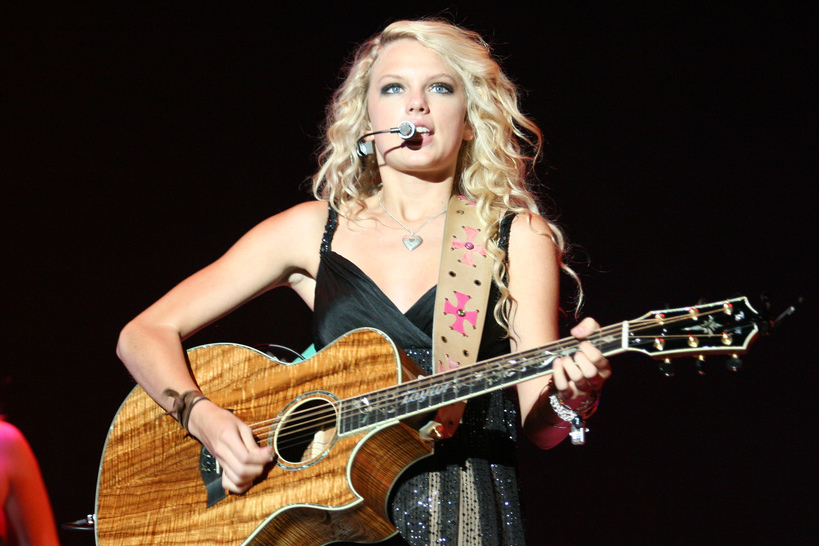
سوئیفت درحال اجرای افتتاحیه برای برد پیزلی در سال ۲۰۰۷. برای تبلیغ اولین آلبوم خود، سوئیفت در سال‌های ۲۰۰۶–۲۰۰۷ تور سایر هنرمندهای کانتری را افتتاح کرد.

بیگ ماشین رکوردز هنوز در مراحل اولیهٔ تشکیلش بود که در ژوئن ۲۰۰۶ تک‌آهنگ آغازین «تیم مک‌گرا» را منتشر کرد. سوئیفت و مادرش «کمک کردند که سی‌دی تک‌آهنگ در پاکت گذاشته و به رادیوها ارسال شود.» او بیشتر تبلیغات برای آلبوم تیلور سوئیفت در سال ۲۰۰۶ را از طریق تور رادیویی، حضور در تلویزیون و اجرای افتتاحیه برای تاریخ‌های انتخاب‌شدهٔ تور ۲۰۰۶ راسکال فلتز پس از اخراج هنرمند افتتاح‌کننده‌شان، اریک چرچ، به دلیل طولانی‌تر شدن اجرا از زمان اختصاص‌یافته، انجام داد. چرچ به شوخی به سوئیفت گفت باید اولین گواهی‌نامه طلا خود را به‌خاطر اخراج شدنش برای او بفرستد. سوئیفت نخستین گواهی‌نامه طلایش را با یادداشتی برای چرچ فرستاد که می‌گفت: «از اجرای بیش از حد طولانی و بیش از حد گوش‌خراشتان در تور فلتز متشکرم. به‌خاطرش صمیمانه قدردانی می‌کنم. تیلور.»
بورچتا گفت که اگرچه همتایان صنعت ضبط موسیقی در ابتدا با امضای قرارداد با یک خواننده-ترانه‌سرای شانزده‌ساله مخالفت می‌کردند، سوئیفت از بازاری که قبلاً ناشناخته بود — دختران نوجوانی که به موسیقی کانتری گوش می‌دهند — به سود خویش استفاده کرد. به‌دنبال «تیم مک‌گرا»، چهار تک‌آهنگ دیگر بین سال‌های ۲۰۰۷ و ۲۰۰۸ منتشر شدند: «اشک‌ها بر روی گیتارم»، «ترانهٔ ما»، «تصویر سوزاندنی» و «باید نه می‌گفتی». همه‌شان در آهنگ‌های داغ کانتری بیلبورد قرار گرفتند، که از این میان «ترانهٔ ما» و «باید نه می‌گفتی» به رتبهٔ نخست رسیدند. با «ترانهٔ ما»، سوئیفت به جوان‌ترین فردی تبدیل شد که به تنهایی یک ترانهٔ رتبهٔ یک در جدول را نوشته و اجرا کرده‌است. «اشک‌ها بر روی گیتارم» به رتبهٔ سیزده در ۱۰۰ تک‌آهنگ داغ بیلبورد ایالات متحده رسید. در همین دوره، سوئیفت آلبوم تعطیلاتی صدای فصل: مجموعه تعطیلات تیلور سوئیفت را در اکتبر ۲۰۰۷ و آلبوم چندآهنگهٔ چشم‌های زیبا را در ژوئیهٔ ۲۰۰۸ منتشر کرد. او برای تبلیغ اولین آلبومش، قطعات آن را به‌عنوان اجرای افتتاحیه برای تورهایی که سایر هنرمندان کانتری از جمله جرج استریت، برد پیزلی و تیم مک‌گرا و فیث هیل، بین سال‌های ۲۰۰۶ و ۲۰۰۷ برگزار کردند، اجرا کرد.
سوئیفت چند جایزه برای آلبوم تیلور سوئیفت دریافت کرد. او یکی از دریافت‌کنندگان جایزهٔ ترانه‌سرا/هنرمند سال از انجمن ترانه‌سرایان نشویل در سال ۲۰۰۷ بود، که او را تبدیل به جوان‌ترین فردی کرد که به این عنوان دست می‌یابد. او همچنین برندهٔ جایزهٔ هِرایزِن بهترین هنرمند جدید از انجمن موسیقی کانتری، جایزهٔ خواننده زن برتر از آکادمی موسیقی کانتری و جایزهٔ هنرمند زن کانتری موردعلاقه از جایزهٔ موسیقی آمریکا شد. سوئیفت نامزد دریافت جایزهٔ بهترین هنرمند جدید در پنجاهمین مراسم جایزه گرمی شد. او در تور تابستان و پاییز ۲۰۰۸ راسکال فلتز به‌عنوان خوانندهٔ افتتاح‌کننده حضور یافت. در ژوئیه همان سال، او با جو جوناس رابطهٔ عاشقانه‌ای را آغاز کرد که سه ماه بعد پایان یافت.

### ۲۰۰۸–۲۰۱۰: بی‌باک و بازیگری
دومین آلبوم استودیویی سوئیفت، بی‌باک، در ۱۱ نوامبر ۲۰۰۸ منتشر شد. پنج تک‌آهنگ از این آلبوم در سال‌های ۲۰۰۸ و ۲۰۰۹ منتشر شدند: «داستان عشق»، «اسب سفید»، «تو مال منی»، «پانزده» و «بی‌باک». «داستان عشق»، تک‌آهنگ آغازین، در رتبهٔ چهار در ۱۰۰ تک‌آهنگ داغ بیلبورد و در رتبهٔ یک در استرالیا قرار گرفت. «تو مال منی» بالاترین رتبه‌بندی میان دیگر تک‌آهنگ‌ها را در ۱۰۰ تک‌آهنگ داغ بیلبورد داشت، که به رتبهٔ دو رسید. همهٔ پنج تک‌آهنگ آلبوم به ده‌تای برتر آهنگ‌های داغ کانتری بیلبورد وارد شدند، که «داستان عشق» و «تو مال منی» به رتبهٔ نخست هم رسیدند. بی‌باک از همان ابتدا در رتبهٔ یک بیلبورد ۲۰۰ قرار گرفت و پرفروش‌ترین آلبوم سال ۲۰۰۹ در ایالات متحده بود. تور بی‌باک، اولین تور کنسرتی که سوئیفت در آن خوانندهٔ اصلی بود، بیش از ۶۳ میلیون دلار درآمد داشت. یک مینی‌سریال مستند مربوط به این آلبوم به نام سفر به بی‌باک نیز در سه قسمت تهیه و از تلویزیون پخش شد و بعداً از طریق دی‌وی‌دی و بلو-ری نیز منتشر شد. سوئیفت همچنین به‌عنوان هنرمند مکمل در تور جهانی اِسکِیپ توگِدِر کیث اربن اجرا داشت.

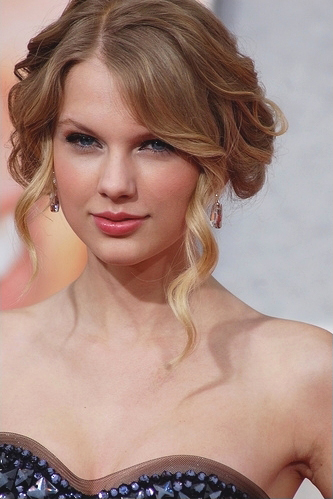
تصویری از سوئیفت در پیش‌نمایش هانا مونتانا: فیلم، او حضور کوتاهی در فیلم داشت و ترانه‌هایی را برای موسیقی متن آن ضبط کرد.

در سال ۲۰۰۹، موزیک ویدئوی «تو مال منی» برندهٔ جایزهٔ بهترین ویدئوی زن از جوایز ویدئو موسیقی ام‌تی‌وی شد. سخنرانی سوئیفت هنگام دریافت جایزه توسط کانیه وست قطع شد، حادثه‌ای که مورد مجادله و توجه گسترده‌ای از رسانه‌ها قرار گرفت و میم‌های اینترنتی بسیاری برایش ساخته شد. جیمز مونتگومری از ام‌تی‌وی استدلال کرد که این حادثه و توجه متعاقب رسانه‌ها به آن، سوئیفت را به «یک سلبریتی تمام عیار جریان اصلی» تبدیل کرد. در همان سال، سوئیفت پنج جایزهٔ موسیقی آمریکا، از جمله هنرمند سال و آلبوم کانتری موردعلاقه را دریافت کرد. بیلبورد او را هنرمند سال ۲۰۰۹ نامید. او برندهٔ ویدئوی سال و ویدئوی زن سال برای «داستان عشق» در جوایز موسیقی سی‌ام‌تی ۲۰۰۹ شد؛ در مراسم این جوایز، او یک ویدئوی پَرودی از این آهنگ را به نام «داستان قاتل» ساخت که در آن با رپر تی-پین همکاری کرد.
در پنجاه و دومین مراسم جایزهٔ گرمی، بی‌باک برندهٔ آلبوم سال و بهترین آلبوم کانتری، و «اسب سفید» برندهٔ بهترین ترانه کانتری و بهترین اجرای آواز زن کانتری شد. به این ترتیب، سوئیفت جوان‌ترین فردی شد که جایزهٔ آلبوم سال را دریافت کرده‌است. طی مراسم جایزهٔ گرمی، سوئیفت «تو مال منی» و «ریانون» را با استیوی نیکس اجرا کرد، اجرایی که نظرهای منفی دریافت کرد و باعث واکنش شدید رسانه‌ها شد. جان کارامانیکا از نیویورک تایمز نوشت «دیدن این که کسی این درجه از موفقیت گاهی دچار لغزشی چنین بزرگ می‌شود طراوت‌بخش است». در جوایز انجمن موسیقی کانتری ۲۰۰۹، سوئیفت برندهٔ آلبوم سال برای بی‌باک شد و سرگرمی‌ساز سال نام گرفت، و جوان‌ترین فردی شد که این افتخار را کسب کرده‌است. آلبوم بی‌باک در رتبهٔ ۹۹ فهرست سال ۲۰۱۷ ان‌پی‌آر از ۱۵۰ آلبوم برتر ساخته‌شده توسط زنان قرار گرفت.
سوئیفت در تک‌آهنگ «نیمی از قلبم» اثر جان مِیِر و تک‌آهنگ «دو بهتر از یکی» اثر بویز لایک گرلز حضور یافت، که در نوشتن هردوی آن‌ها مشارکت کرد. او با همکاری کیلی پکلر «بهترین روزها از زندگی تو» را نوشت و ضبط کرد، و دو ترانه را برای موسیقی متن هانا مونتانا: فیلم — «تو همیشه راه برگشت به خانه را پیدا می‌کنی» و «دیوانه‌تر» — نوشت. او در دو ترانه از موسیقی متن روز ولنتاین همکاری کرد، شامل تک‌آهنگ «امروز یک داستان پریان بود»، که اولین رتبهٔ یکش در ۱۰۰ تک‌آهنگ داغ کانادا بود، و در رتبهٔ دو در ۱۰۰ تک‌آهنگ داغ بیلبورد قرار گرفت. هنگام فیلم‌برداری اولین فیلم سینمایی‌اش روز ولنتاین در اکتبر ۲۰۰۹، با همکارش تیلور لاتنر رابطه‌ای را آغاز کرد؛ بعداً در همان سال آن دو از یکدیگر جدا شدند. در روز ولنتاین او در نقش یک دوست‌دختر عجیب دبیرستانی ظاهر شد، نقشی که نظرهای مثبت و منفی دریافت کرد. سوئیفت اولین نقش تلویزیونی‌اش را در یکی از قسمت‌های ۲۰۰۹ مجموعهٔ تلویزیونی سی‌اس‌آی: بازرسی صحنه جرم از شبکه سی‌بی‌اس، به‌عنوان نوجوانی مظنون ایفا کرد. بعداً در همان سال، سوئیفت در یکی از قسمت‌های پخش زنده شنبه شب به‌عنوان میزبان و خوانندهٔ مهمان حضور یافت؛ او اولین میزبانی بود که مونولوگ آغازین خود را نوشت.

### ۲۰۱۰–۲۰۱۲: حالا صحبت کن

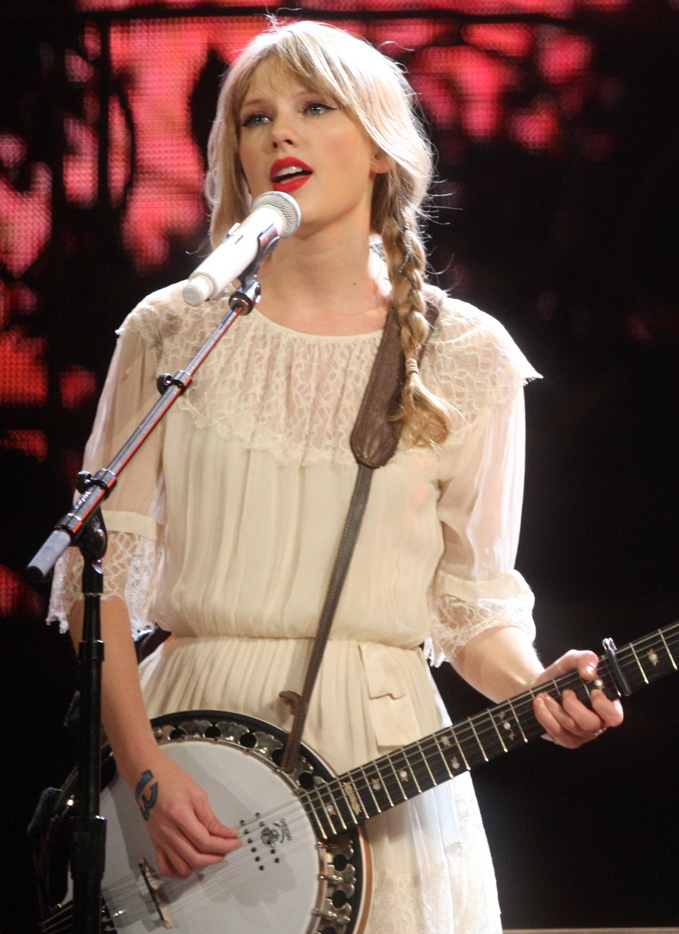
سوئیفت درحال اجرا در تور جهانی حالا صحبت کن در ۲۰۱۲

در اوت ۲۰۱۰، سوئیفت «مال من»، تک‌آهنگ آغازین سومین آلبوم استودیویی‌اش، حالا صحبت کن، را منتشر کرد. این تک‌آهنگ در جدول ۱۰۰ تک‌آهنگ داغ بیلبورد به رتبهٔ سه رسید. سوئیفت آلبوم را به تنهایی نوشت و در تمام ترانه‌هایش به‌عنوان تهیه‌کننده همکاری کرد. حالا صحبت کن، منتشرشده در ۲۵ اکتبر ۲۰۱۰، با فروش یک میلیون نسخه در اولین هفتهٔ انتشارش در صدر بیلبورد ۲۰۰ قرار گرفت. این آلبوم با ۲۷۸٬۰۰۰ دانلود در اولین هفته، رتبهٔ سرعت فروش دیجیتال آثار هنرمندان زن را شکست، که نام سوئیفت در رکوردهای جهانی گینس سال ۲۰۱۰ ثبت کرد. ترانه‌های «مال من»، «بازگشت به دسامبر»، «بدجنس»، «داستان ما»، «پرواز جرقه‌ها» و «مال ما» به‌عنوان تک‌آهنگ منتشر شدند و همه به‌جز «داستان ما» از سه‌تای برتر آهنگ‌های داغ کانتری بیلبورد بودند، چنان‌که «پرواز جرقه‌ها» و «مال ما» به رتبهٔ یک رسیدند. «بازگشت به دسامبر» و «بدجنس» به ده‌تای برتر در کانادا رسیدند. بعداً در سال ۲۰۱۰، او رابطه‌ای کوتاه با بازیگر جیک جیلنهال برقرار کرد.
در پنجاه و چهارمین مراسم جایزه گرمی در سال ۲۰۱۲، سوئیفت برندهٔ بهترین ترانه کانتری و بهترین اجرای انفرادی کانتری برای «بدجنس» شد، که آن را طی مراسم اجرا کرد. جراید این اجرا را بهبودی نسبت به اجرای گرمی ۲۰۱۰ دانستند که مورد انتقاد قرارگرفته بود، و این گواه توانایی‌های او به‌عنوان یک نوازنده بود. سوئیفت جایزه‌های دیگری را برای حالا صحبت کن دریافت کرد، شامل ترانه‌سرا/هنرمند سال توسط انجمن ترانه‌سرایان نشویل (۲۰۱۰ و ۲۰۱۱)، زن سال توسط بیلبورد (۲۰۱۱) و سرگرمی‌ساز سال توسط آکادمی موسیقی کانتری (۲۰۱۱ و ۲۰۱۲) و انجمن موسیقی کانتری در سال ۲۰۱۱. در جوایز موسیقی آمریکا ۲۰۱۱، سوئیفت برندهٔ جایزهٔ هنرمند سال و آلبوم کانتری موردعلاقه شد. رولینگ استون حالا صحبت کن را در جایگاه ۴۵م در «۵۰ آلبوم برتر ساخته‌شده توسط زنان» در سال ۲۰۱۲ قرار داد و چنین نوشت: «او ممکن است در مرکز کانتری فعالیت کند، اما او یکی از معدود ستاره‌های راک است که ما این روزها داریم، با شنوایی بی‌نقص برای آنچه ترانه‌ای را قابل درک می‌کند.»
تور جهانی حالا صحبت کن از فوریه ۲۰۱۱ تا مارس ۲۰۱۲ برگزار شد و بیش از ۱۲۳ میلیون دلار کسب درآمد کرد. در نوامبر ۲۰۱۱، سوئیفت یک آلبوم زنده، تور جهانی حالا صحبت کن – زنده، منتشر کرد. او در دو آهنگ اصلی آلبوم موسیقی متن بازی‌های گرسنگی همکاری کرد: «امن و امان»، ضبط‌شده و نوشته‌شده با همکاری د سیویل وارز و تی-بون برنت، و «چشم باز». «امن و امان» برنده جایزه گرمی بهترین ترانه نوشته‌شده برای رسانه ویژوال و نامزد دریافت جایزه گلدن گلوب بهترین ترانه غیراقتباسی شد. سوئیفت در تک‌آهنگ «هردوی ما» اثر بی. او. بی، منتشرشده در مه ۲۰۱۲، حضور یافت. از ژوئیه تا سپتامبر ۲۰۱۲، سوئیفت رابطه‌ای با کانر کندی برقرار کرد.

### ۲۰۱۲–۲۰۱۴: سرخ
در اوت ۲۰۱۲، سوئیفت «ما هرگز به یکدیگر بازنمی‌گردیم»، تک‌آهنگ آغازین چهارمین آلبوم استودیویی‌اش، سرخ، را منتشر کرد. این اثر اولین تک‌آهنگ آغازین او بود که به رتبهٔ یک در ایالات متحده و نیوزیلند رسید و پنجاه دقیقه پس از انتشار توانست به صدر جدول فروش ترانه‌های دیجیتال آی‌تیونز برسد، که رکورد سریع‌ترین فروش تک‌آهنگ دیجیتال در تاریخ را در رکوردهای جهانی گینس ثبت کرد. دیگر تک‌آهنگ‌های منتشرشده از آلبوم شامل «آغاز دوباره»، «می‌دانستم تو مشکل‌سازی»، «۲۲»، «همه چیز تغییر کرده‌است»، «آخرین بار» و «سرخ» هستند. «می‌دانستم تو مشکل‌سازی» در محدودهٔ پنج‌تای برتر جدول‌های استرالیا، کانادا، دانمارک، ایرلند، نیوزیلند، بریتانیا و ایالات متحده قرار گرفت. سه تک‌آهنگ — «آغاز دوباره»، «۲۲» و «سرخ» — به ۲۰تای برتر در ایالات متحده رسیدند.

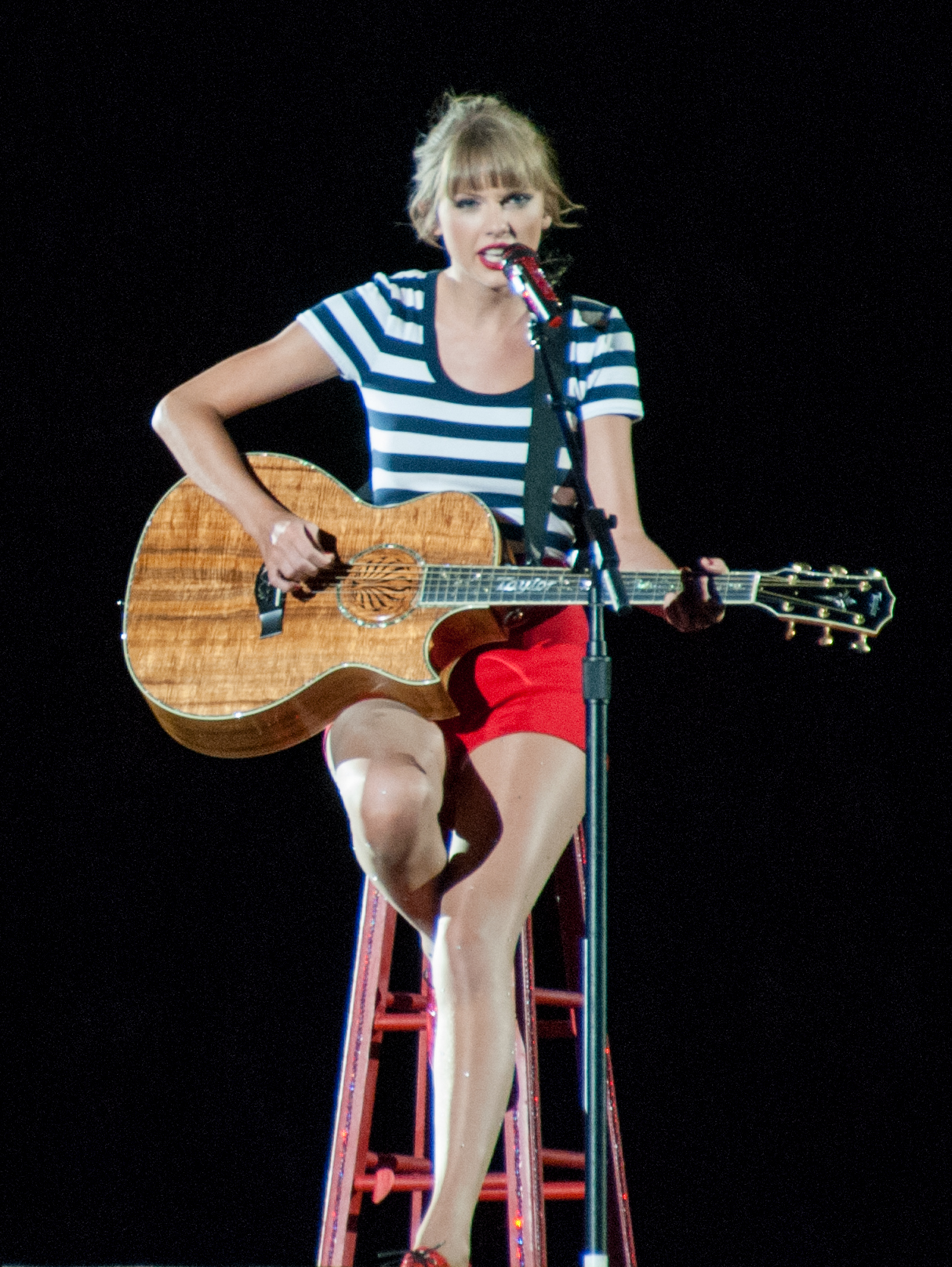
سوئیفت درحال اجرا در تور سرخ در ۲۰۱۳

سرخ در ۲۲ اکتبر ۲۰۱۲ منتشر شد. در سرخ، سوئیفت علاوه‌بر همکارهای قدیمی نیتن چپمن و لیز رز با همکارهای جدید، از جمله مکس مارتین، شلبک، دن هاف، جف بسکر، بوچ واکر، دن ویلسون و جکنایف لی، نیز کار کرد. این آلبوم سبک‌های جدیدی، مانند هارت‌لند راک، دابستپ و دنس-پاپ، را برای سوئیفت به‌همراه داشت. آلبوم با فروش ۱٫۲۱ میلیون نسخه در اولین هفته، در رتبهٔ یک بیلبورد ۲۰۰ قرار گرفت. این امر باعث شد سوئیفت اولین زنی باشد که دو آلبوم با فروش افتتاحیه میلیونی دارد، رکوردی که توسط رکوردهای جهانی گینس ثبت شد. این اولین آلبوم رتبهٔ یک سوئیفت در بریتانیا بود. تور سرخ از مارس ۲۰۱۳ تا ژوئن ۲۰۱۴ برگزار شد و بیش از ۱۵۰ میلیون دلار درآمد کسب کرد و به پردرآمدترین تور کانتری در تاریخ این سبک موسیقی تبدیل شد.
سرخ تا سال ۲۰۱۴ هشت میلیون نسخه فروش داشت. این آلبوم جایزه‌های متعددی کسب کرد، از جمله چهار نامزدی در پنجاه و ششمین مراسم جایزه گرمی در سال ۲۰۱۴. تک‌آهنگ «می‌دانستم تو مشکل‌سازی» برندهٔ جایزهٔ بهترین ویدئوی زن در جوایز ویدئو موسیقی ام‌تی‌وی ۲۰۱۳ شد. سوئیفت جایزهٔ موسیقی آمریکای هنرمند زن برگزیده کانتری را در ۲۰۱۲ و هنرمند سال را در ۲۰۱۳ دریافت کرد. او برای پنجمین و ششمین سال متوالی در سال‌های ۲۰۱۲ و ۲۰۱۳ برندهٔ جایزهٔ ترانه‌سرا/هنرمند انجمن ترانه‌سرایان نشویل شد. سوئیفت با جایزهٔ ویژهٔ پِنِکال توسط انجمن مورد تقدیر قرار گرفت، که او را تبدیل به دومین برنده پس از گارث بروکس کرد. در این مدت، او رابطه عاشقانهٔ کوتاه‌مدتی با خواننده انگلیسی هری استایلز داشت.
در سال ۲۰۱۳، سوئیفت «شیرین‌تر از داستان» را ضبط کرد، ترانه‌ای که با جک آنتونوف برای موسیقی متن فیلم یک شانس نوشت و تهیه‌کنندگی کرد. این ترانه نامزد دریافت جایزهٔ گلدن گلوب بهترین ترانه غیراقتباسی از هفتاد و یکمین مراسم گلدن گلوب شد. او آوازهای مهمان را برای ترانه تیم مک‌گرا «بزرگ‌راه اهمیت نمی‌دهد»، به همراهی گیتاریست کیث اربن، تهیه کرد. سوئیفت «همین‌طور که قطرات اشک جاری می‌شوند» را با رولینگ استونز در شیکاگو به‌عنوان بخشی از تور ۵۰ اند کونتینگ آن‌ها اجرا کرد. او به فلوریدا جورجیا لاین در سمینار رادیویی کانتری ۲۰۱۳ هنگام اجرایشان پیوست تا «کروز» را با آن‌ها اجرا کند. سوئیفت صداپیشگی آدری، یک محافظ درختان، را در انیمیشن لوراکس (۲۰۱۲) برعهده گرفت، نقش کوتاهی در مجموعه تلویزیونی دختر جدید (۲۰۱۳) و نقش مکملی در اقتباس سینمایی از بخشنده (۲۰۱۴) داشت.

### ۲۰۱۴–۲۰۱۷: ۱۹۸۹
در مارس ۲۰۱۴، سوئیفت به نیویورک سیتی نقل‌مکان کرد. در همین دوره، او بر روی پنجمین آلبوم استودیویی‌اش، ۱۹۸۹، با تهیه‌کننده‌هایی مانند جک آنتونوف، مکس مارتین، شلبک، ایموجین هیپ، رایان تدر و علی پیامی کار می‌کرد. او آلبوم را به شیوه‌های مختلف تبلیغ کرد، از جمله این که طرفدارانش را به جلسه‌های مخفی برای شنیدن آلبوم دعوت می‌کرد. تحت‌تأثیر سینث-پاپ دههٔ ۱۹۸۰، سوئیفت ارتباط خود را با آوای کانتری در آلبوم‌های قبلی‌اش قطع کرد، و ۱۹۸۹ را به‌عنوان «اولین آلبوم پاپ رسمی و ثبت‌شده» خود به بازار عرضه کرد. آلبوم در ۲۷ اکتبر ۲۰۱۴ منتشر شد.

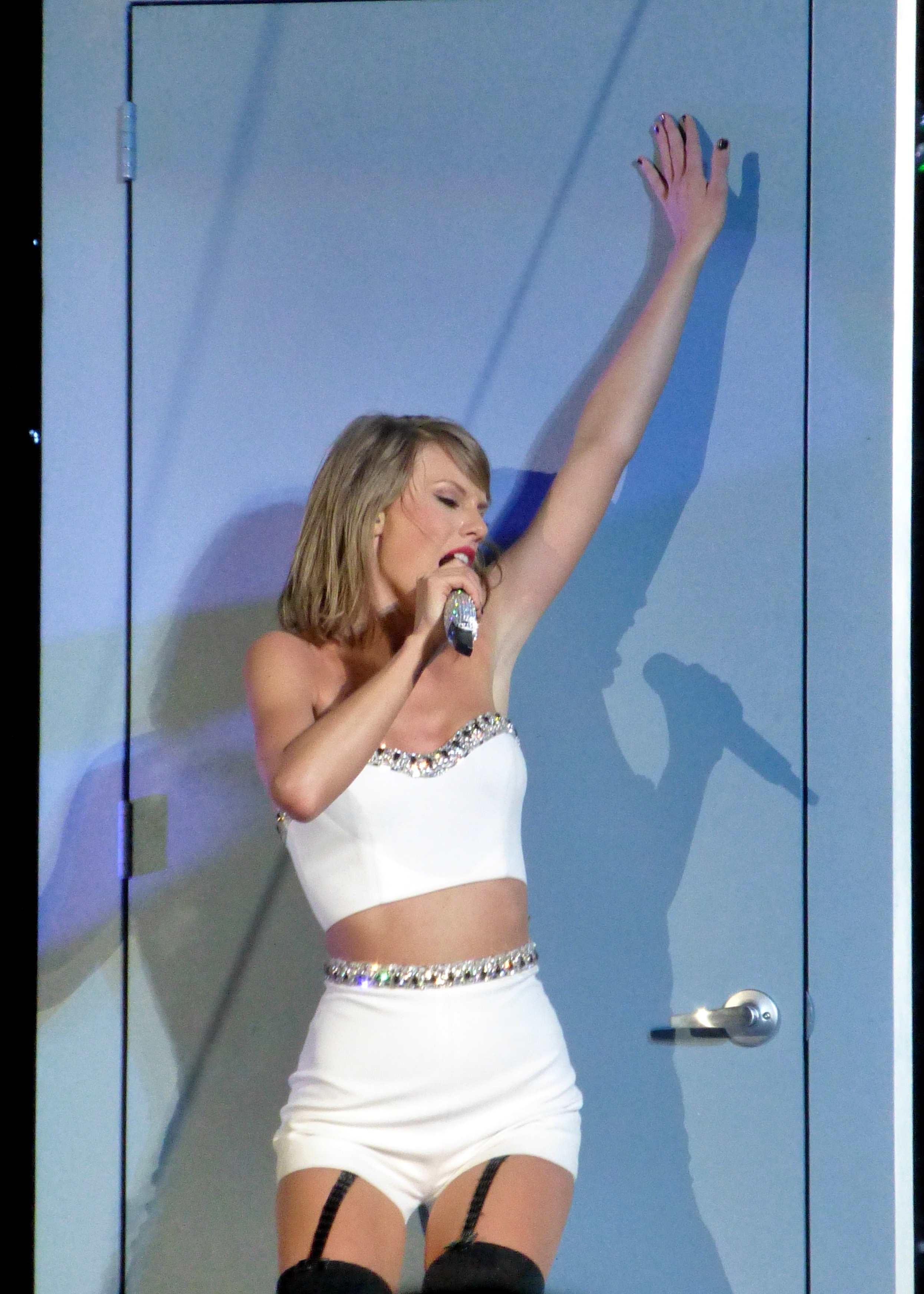
سوئیفت درحال اجرا در تور جهانی ۱۹۸۹، پردرآمدترین تور سال ۲۰۱۵

۱۹۸۹ در اولین هفتهٔ انتشارش ۱٫۲۸ میلیون نسخه در ایالات متحده فروخت و در صدر بیلبورد ۲۰۰ قرار گرفت. این آلبوم سوئیفت را به اولین کسی تبدیل کرد که سه آلبومش در هفتهٔ اول انتشارشان بیش از یک میلیون نسخه فروخته‌اند، که به عنوان یک رکورد جهانی گینس ثبت شد. تا ژوئن ۲۰۱۷، ۱۹۸۹ بیش از ۱۰ میلیون نسخه در سراسر جهان فروخت. سه‌تا از تک‌آهنگ‌های آن — «از ذهنم پاکش کنم»، «فضای خالی» و «کینه» به همراهی رپر کندریک لامار — به رتبهٔ یک در استرالیا، کانادا و ایالات متحده رسیدند. تک‌آهنگ‌های «استایل» و «مهیج‌ترین رؤیاها» به ده‌تای برتر در ایالات متحده رسیدند. دیگر تک‌آهنگ‌ها «بیرون از جنگل‌ها» و «رمانتیک جدید» بودند. تور جهانی ۱۹۸۹ از مه تا دسامبر ۲۰۱۵ برگزار شد و با درآمد کلی ۲۵۰ میلیون دلار پردرآمدترین تور سال بود.
سوئیفت قبل از انتشار ۱۹۸۹ بر اهمیت آلبوم‌ها برای هنرمندان و طرفداران تأکید می‌کرد. در نوامبر ۲۰۱۴، او تمام کاتالوگش را از سرویس پخش اسپاتیفای حذف کرد، با این استدلال که خدمات رایگان اسپاتیفای که درآمدش از طریق تبلیغات تأمین می‌شوند شنوندگان موسیقی را از عضویت در خدمات ویژهٔ اسپاتیفای (که درآمد بیشتری را برای ترانه‌سرایان فراهم می‌آورد) دور می‌کند. در نامهٔ سرگشاده‌ای در ژوئن ۲۰۱۵، سوئیفت از اپل میوزیک به‌دلیل عدم ارائه حق امتیاز به هنرمندان طی دورهٔ آزمایشی سه‌ماهه رایگانش انتقاد کرد و گفت که ۱۹۸۹ را از مجموعهٔ اپل میوزیک خارج خواهد کرد. روز بعد، اپل اعلام کرد که در دورهٔ آزمایشی رایگان هم به هنرمندان حق امتیاز پرداخت خواهد کرد، و سوئیفت موافقت کرد که ۱۹۸۹ را در اپل میوزیک منتشر کند. شرکت مدیریت و نگهداری حقوق مالکیت فکری سوئیفت، تی‌اِی‌اس رایتز منیجمنت، ۷۳ نماد بازرگانی مرتبط با سوئیفت و فرهنگ عامهٔ ۱۹۸۹ ثبت کرد. بعداً در سال ۲۰۱۷، سوئیفت کل کاتالوگ خود را به‌اضافهٔ ۱۹۸۹ به اسپاتیفای، آمازون میوزیک و گوگل پلی و سایر سکوهای پخش دیجیتال اضافه کرد.
سوئیفت در سال ۲۰۱۴ زن سال بیلبورد نام گرفت و تبدیل به اولین هنرمندی شد که این جایزه را دوبار دریافت می‌کند. در جوایز موسیقی آمریکا ۲۰۱۴، او جایزهٔ افتخاری دیک کلارک برای پیشرفت را دریافت کرد. در سال ۲۰۱۵، سوئیفت برندهٔ جایزهٔ بریت هنرمند زن تک‌خوان بین‌المللی شد. ویدئوی «کینه» برندهٔ ویدئوی سال و بهترین همکاری در جوایز ویدئو موسیقی ام‌تی‌وی ۲۰۱۵ شد. سوئیفت یکی از هشت هنرمندی بود که در جوایز آکادمی موسیقی کانتری ۲۰۱۵ جایزهٔ پنجاهمین سالگرد مایل‌استون را دریافت کردند. در پنجاه و هشتمین مراسم جایزه گرمی در سال ۲۰۱۶، ۱۹۸۹ برندهٔ آلبوم سال و بهترین آلبوم آواز پاپ، و «کینه» برندهٔ بهترین موزیک ویدئو شد. سوئیفت اولین هنرمند زن و به‌طور کلی به پنجمین هنرمندی تبدیل شد که این جایزه را دوبار به‌عنوان خواننده اصلی برنده شده‌است. او با کسب ۱۷۰ میلیون دلار، پردرآمدترین سلبریتی سال ۲۰۱۶ دانسته شد—این رقم از سوی رکوردهای جهانی گینس به‌عنوان بالاترین درآمد سالانه یک موسیقی‌دان زن شناخته شد.
سوئیفت رابطه‌ای را با دی‌جی و تهیه‌کنندهٔ موسیقی اسکاتلندی کالوین هریس از مارس ۲۰۱۵ تا ژوئن ۲۰۱۶ برقرار کرد. پیش از قطع رابطه‌شان، آن‌ها ترانه «این چیزیه که واسش اومدی» را باهم نوشتند، که دارای آوازهای خوانندهٔ باربادوسی ریانا است؛ نام سوئیفت در سازندگان این اثر در ابتدا با نام مستعار نیلز شوبرگ ذکر شده بود. پس از قطع رابطه با کالوین هریس، او برای چند ماه با بازیگر انگلیسی تام هیدلستون قرار گذاشت. او از سپتامبر ۲۰۱۶ رابطه‌ای را با بازیگر انگلیسی جو آلوین آغاز کرد. سوئیفت ترانهٔ «مرد بهتر» را برای هفتمین آلبوم استودیویی لیتل بیگ تاون، خردکننده‌ها، نوشت، که در نوامبر منتشر شد. این ترانه در ۵۱مین جوایز سی‌ام‌تی جایزهٔ ترانهٔ سال را به‌دست‌آورد. سوئیفت و خواننده انگلیسی زین ملک یک تک‌آهنگ، «نمی‌خواهم تا ابد زنده باشم»، باهم برای موسیقی متن فیلم پنجاه طیف تاریک‌تر (۲۰۱۷) منتشر کردند که ترانه به رتبهٔ دو در ایالات متحده رسید و برندهٔ بهترین همکاری در جوایز ویدئو موسیقی ام‌تی‌وی ۲۰۱۷ شد.

### ۲۰۱۷–۲۰۱۸: اعتبار

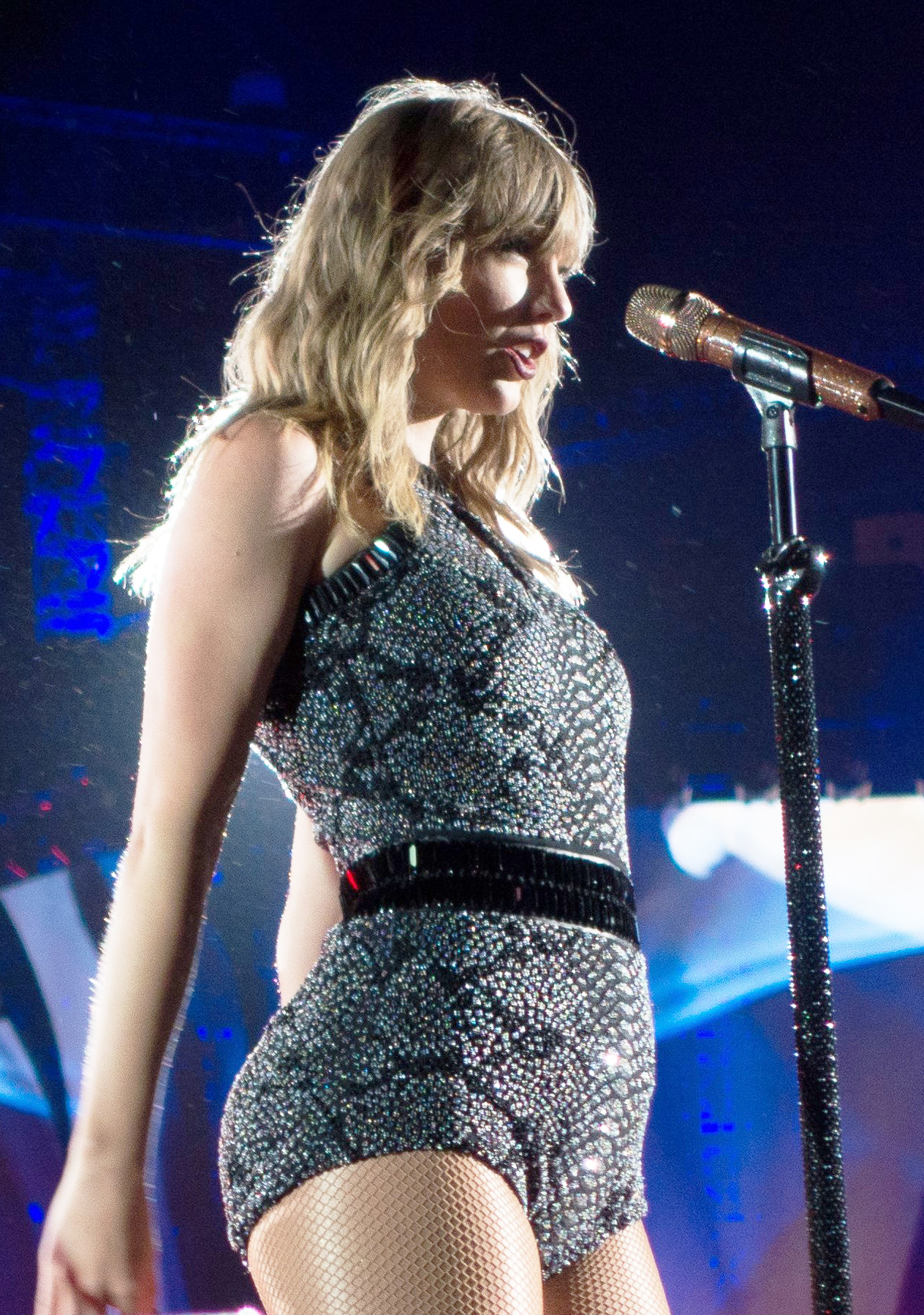
سوئیفت درحال اجرا در تور استادیومی اعتبار (۲۰۱۸)، پردرآمدترین تور آمریکای شمالی در همه دوران‌ها

در اوت ۲۰۱۷، سوئیفت با موفقیت از دیوید مولِر، شخصیت سابق برنامه صبحگاهی کِی‌وای‌جی‌او-اِف‌اِم برای دنور، شکایت کرد. چهار سال قبل، سوئیفت به رئیس‌های مولر اطلاع داده بود که در ملاقاتی او را مورد تجاوز جنسی قرار داده‌است. پس از اخراج، مولر سوئیفت را به دروغ‌گویی متهم کرد و از او به‌خاطر خسارت ناشی از دست دادن شغلش شکایت کرد. مدت کوتاهی پس از آن، سوئیفت به‌دلیل خسارت اسمی از دادگاه فقط یک دلار درخواست کرد و به‌خاطر تجاوز جنسی شکایت کرد. هیئت منصفه ادعاهای مولر را رد کرد و به نفع سوئیفت حکم داد. سوئیفت پس از آن پیام‌هایش را از شبکه‌های اجتماعی پاک کرد و سپس «نگاه کن مجبورم کردی چیکار کنم» را به‌عنوان تک‌آهنگ آغازین ششمین آلبوم استودیویی‌اش، اعتبار، منتشر کرد. این تک‌آهنگ اولین رتبهٔ یک سوئیفت در بریتانیا بود. این تک‌آهنگ در صدر جدول‌های استرالیا، ایرلند، نیوزیلند و ایالات متحده قرار گرفت.
اعتبار در ۱۰ نوامبر ۲۰۱۷ منتشر شد. این آلبوم شامل ترکیبی از آوای قوی الکتروپاپ، با تأثیراتی از هیپ هاپ، آراندبی و ای‌دی‌اِم است. با فروش ۱٫۲۱ میلیون نسخه در اولین هفته انتشار در صدر بیلبورد ۲۰۰ قرار گرفت. با این موفقیت، سوئیفت اولین هنرمندی شد که چهار آلبومش در یک هفته یک میلیون نسخه در ایالات متحده می‌فروشند. این آلبوم در صدر جدول‌های بریتانیا، استرالیا و کانادا قرار گرفت. فروش اولین هفته در سراسر جهان بالغ بر دو میلیون نسخه بود. این آلبوم تا سال ۲۰۱۸ بیش از ۴٫۵ میلیون نسخه در سراسر جهان فروخته‌است. آلبوم دارای سه تک‌آهنگ بین‌المللی دیگر، از جمله تک‌آهنگ واردشده به پنج‌تای برتر ایالات متحده «... آماده‌ای؟»، و دو تک‌آهنگ بیست‌تای برتر ایالات متحده — «آخر بازی» (به همراهی اد شیرن و رپر فیوچر) و «ظریف» — است. دیگر تک‌آهنگ‌ها شامل «روز سال نو»، که به‌طور انحصاری برای رادیوی کانتری ایالات متحده منتشر شد، و «ماشین فرار»، که تنها در استرالیا منتشر شد، است.
در آوریل ۲۰۱۸، سوئیفت در تک‌آهنگ «عزیزم» اثر شوگرلند از سومین آلبوم استودیویی آن‌ها بزرگ‌تر حضور یافت. در حمایت از اعتبار، او تور استادیومی اعتبار را آغاز کرد، که از مه تا نوامبر ۲۰۱۸ ادامه داشت. در ایالات متحده، این تور در گیشه ۲۶۶٫۱ میلیون دلار و بیش از دو میلیون بلیت فروخت، که رکورد خود سوئیفت برای پردرآمدترین تور ایالات متحده برگزارشده توسط هنرمند زن، که قبلاً دراختیار تور جهانی ۱۹۸۹ بود (۱۸۱٫۵ میلیون دلار)، را شکست. همچنین رکورد پردرآمدترین تور آمریکای شمالی در تاریخ را شکست. در سراسر جهان، این تور ۳۴۵٫۷ میلیون دلار به‌دست‌آورد، که آن را به دومین تور پردرآمد سال تبدیل کرد. در اواخر نوامبر، بیگ مشین رکوردز فهرست پخش تور استادیومی اعتبار را برای سرویس‌های استریم منتشر کرد. فهرست پخش شامل هر آهنگی است که طی تور استادیومی اعتبار در صحنه‌های نمایش بی اجراشده باشد. در ۳۱ دسامبر، سوئیفت فیلم کنسرت ضمیمه تور استادیومی اعتبار را در نتفلیکس منتشر کرد.
اعتبار نامزد دریافت بهترین آلبوم آواز پاپ از شصت و یکمین مراسم جایزه گرمی در سال ۲۰۱۹ شد. در جوایز موسیقی آمریکا ۲۰۱۸، سوئیفت برندهٔ چهار جایزه، از جمله هنرمند سال و هنرمند زن برگزیده پاپ/راک، شد. پس از اِی‌ام‌اِی ۲۰۱۸، سوئیفت در مجموع با ۲۳ جایزه، تبدیل به پرجایزه‌ترین هنرمند زن در تاریخ اِی‌ام‌اِی شد، رکوردی که قبلاً دراختیار ویتنی هیوستون بود.

### ۲۰۱۸–۲۰۲۰: معشوق و مناقشه مسترها
اعتبار آخرین آلبوم سوئیفت تحت قرارداد دوازده‌سالهٔ او با بیگ مشین رکوردز بود. در نوامبر ۲۰۱۸، او یک قرارداد چندآلبومه با توزیع‌کننده بیگ مشین، گروه موسیقی یونیورسال، امضاء کرد؛ در ایالات متحده انتشارهای بعدی او تحت نام ریپابلیک رکوردز تبلیغ می‌شوند. سوئیفت گفت این قرارداد برایش مالکیت مسترهایش را فراهم کرده‌است. علاوه‌بر این، در صورتی که یونیورسال هر بخشی از سهامش را در اسپاتیفای بفروشد، اسپاتیفای توافق کرد که بخشی از عواید غیرقابل جبران را بین هنرمندانشان توزیع کند.

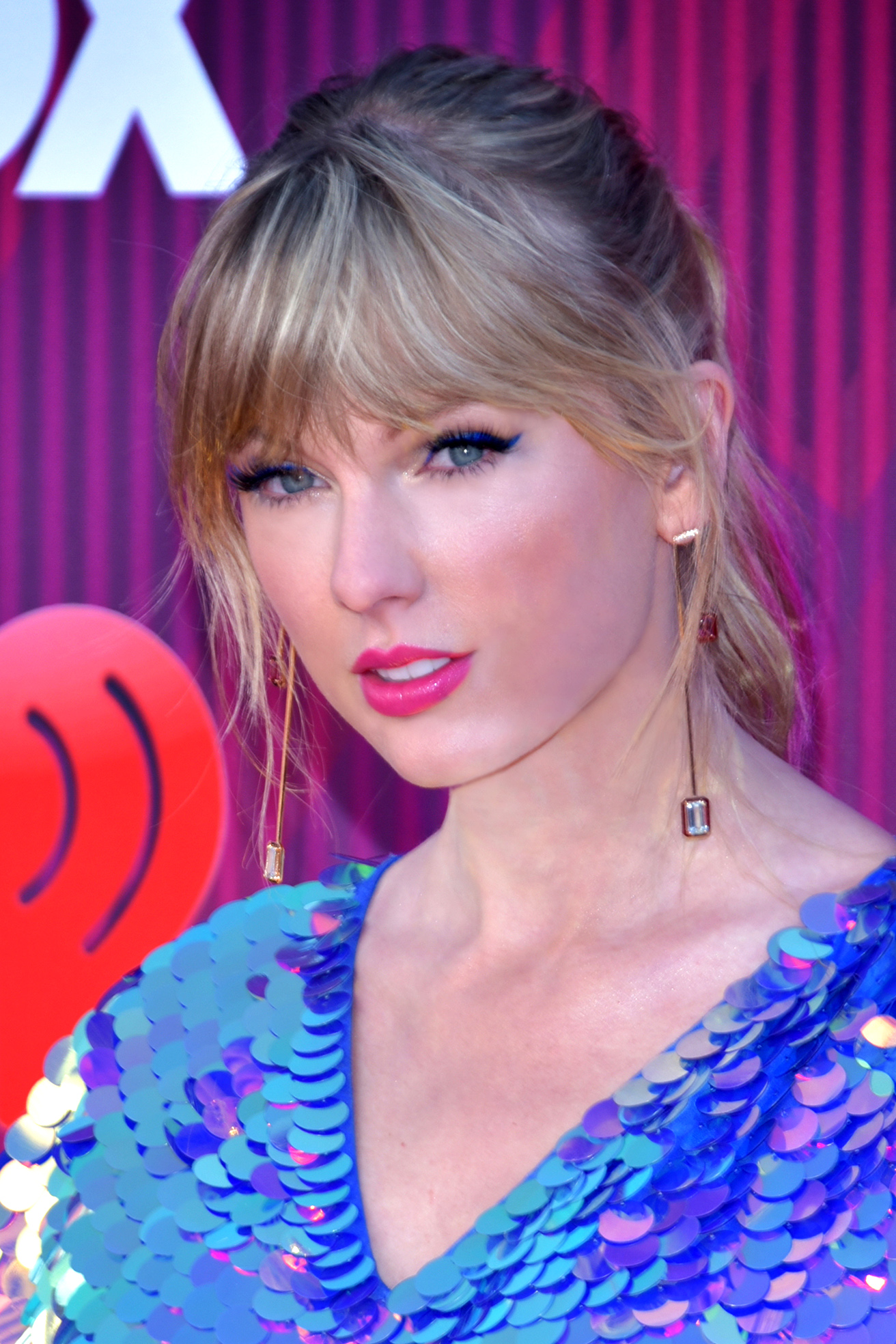
سوئیفت در جوایز موسیقی آی‌هارت‌رادیو ۲۰۱۹

سوئیفت هفتمین آلبوم استودیویی‌اش، معشوق، را در ۲۳ اوت ۲۰۱۹ منتشر کرد. سوئیفت علاوه‌بر همکار قدیمی‌اش جک آنتونوف، با تهیه‌کننده‌های جدید لوئیس بل، فرانک دوکس و جوئل لیتل کار کرد. معشوق ششمین آلبوم متوالی سوئیفت بود که بیش از ۵۰۰٬۰۰۰ نسخه در یک هفته در ایالات متحده فروخته‌است، که باعث شد سوئیفت اولین هنرمند زنی باشد که این کار را انجام داده‌است. تمام ۱۸ آهنگ این آلبوم در همان هفته وارد ۱۰۰ تک‌آهنگ داغ بیلبورد شدند، که رکورد بیشترین ترانهٔ واردشده همزمان توسط یک زن را ثبت کردند. تک‌آهنگ آغازین، «من!»، اولین بار در رتبهٔ ۱۰۰ در ۱۰۰ تک‌آهنگ داغ بیلبورد قرار گرفت و هفته بعد به رتبهٔ دو رسید، که بزرگ‌ترین جابه‌جایی در تاریخ جدول است. دیگر تک‌آهنگ‌های معشوق شامل تک‌آهنگ‌های ده‌تای برتر ایالات متحده «تو باید آرام باشی» و «معشوق»، و تک‌آهنگ چهل‌تای برتر ایالات متحده «این مرد» بودند.
معشوق با فروش ۳٫۲ میلیون نسخه، پرفروش‌ترین آلبوم استودیویی جهان در سال ۲۰۱۹ بود. فدراسیون بین‌المللی صنعت فونوگرافی (آی‌اِف‌پی‌آی) از سوئیفت به‌عنوان پرفروش‌ترین هنرمند جهانی سال ۲۰۱۹ تقدیر کرد. این امر باعث شد تا سوئیفت اولین زنی باشد که دوبار این افتخار را کسب کرده‌است؛ او قبلاً در سال ۲۰۱۴ مورد تقدیر قرارگرفته بود. این آلبوم جایزه‌هایی را دریافت کرد، از جمله سه نامزدی در شصت و دومین مراسم جایزه گرمی در سال ۲۰۲۰. در جوایز ویدئو موسیقی ام‌تی‌وی ۲۰۱۹، «من!» بهترین جلوه‌های بصری، و «تو باید آرام باشی» ویدئوی سال و ویدئوی خوب را برنده شد. سوئیفت اولین هنرمند زن و دومین درکل بود که ویدئوی سال را برای ویدئویی که خودش کارگردانی کرده‌است، برنده می‌شود. سوئیفت شش جایزه در جوایز موسیقی آمریکا ۲۰۱۹، از جمله هنرمند سال و هنرمند دهه، دریافت کرد.
سوئیفت در اقتباس سینمایی از موزیکال گربه‌ها اثر اندرو لوید وبر (۲۰۱۹) نقش‌آفرینی کرد. او ترانه‌ای غیراقتباسی به نام «اشباح زیبا» ضبط کرد، که آن را با وبر برای موسیقی متن فیلم نوشته بود. این ترانه به‌ترتیب نامزد دریافت جایزهٔ بهترین ترانهٔ غیراقتباسی و بهترین ترانهٔ نوشته‌شده برای رسانهٔ بصری از هفتاد و هفتمین مراسم گلدن گلوب و شصت و سومین مراسم جایزهٔ گرمی شد. اگرچه این فیلم نقدهای منفی از سوی منتقدان دریافت کرد، اما نقش‌آفرینی سوئیفت بازخورد مثبتی دریافت کرد. سوئیفت با کسب درآمد ۱۸۵ میلیون دلاری در سال ۲۰۱۹ از رکورد گینس ۱۷۰ میلیون دلاری خود در سال ۲۰۱۶ پیشی گرفت. به‌طور کلی، سوئیفت با کسب ۸۲۵ میلیون دلار، پردرآمدترین هنرمند زن دههٔ ۲۰۱۰ شد. مستند خانم آمریکایی، که بخشی از زندگی و حرفه سوئیفت را نشان می‌دهد، اولین بار در جشنواره فیلم ساندنس ۲۰۲۰ به‌نمایش درآمد و در ۳۱ ژانویه ۲۰۲۰ توسط نتفلیکس منتشر شد. خانم آمریکایی دارای آهنگ «فقط جوانان» است، که سوئیفت آن را پس از انتخابات ۲۰۱۸ ایالات متحده نوشت. در فوریه ۲۰۲۰، سوئیفت پس از انقضای قرارداد شانزده‌ساله با انتشارات موسیقی سونی/ای‌تی‌وی، یک قرارداد انتشار جهانی انحصاری با گروه انتشارات موسیقی یونیورسال امضاء کرد.
درهنگام تبلیغ برای معشوق در سال ۲۰۱۹، سوئیفت درگیر اختلافات گسترده‌ای با مدیر برنامه اسکوتر براون و ناشر سابقش بیگ مشین، دربارهٔ مالکیت مسترهای مجموعه آثار قبلی‌اش، شد. سوئیفت اظهار داشت او سال‌ها در تلاش بود تا بتواند مسترهایش را بخرد، اما بیگ مشین تنها در صورتی اجازهٔ این کار را می‌داد تا به‌موجب قرارداد دیگری آلبوم‌های قبلی را با آلبوم‌های جدید عوض کند، که سوئیفت قبول نکرد. در آوریل ۲۰۲۰، بیگ مشین زنده از کانال کیلیر جداشده ۲۰۰۸ را منتشر کرد، یک آلبوم زنده از اجراهای سوئیفت در نمایش رادیویی ۲۰۰۸، که سوئیفت اجازهٔ آن را نداده بود. در ماه اکتبر، براون مسترها، ویدئوها و آثار هنری سوئیفت را به‌قیمت ۳۰۰ میلیون دلار به شامروک هلدینگ فروخت. سوئیفت در نوامبر ۲۰۲۰ شروع به ضبط مجدد مجموعهٔ آثار قبلی‌اش کرد.
در سال ۲۰۲۰، سوئیفت دو آلبوم سورپرایزی، با مقدار کمی تبلیغات، منتشر کرد که مورد تحسین منتقدان قرار گرفتند. اولین آلبوم، هشتمین آلبوم استودیویی‌اش فولکلور، در ۲۴ ژوئیه منتشر شد. دومین آلبوم، نهمین آلبوم استودیویی‌اش اورمور، در ۱۱ دسامبر منتشر شد. سوئیفت درحالی که طی دنیاگیری کووید-۱۹ در قرنطینه بود، با همکاری تهیه‌کننده‌ها جک آنتونوف و آرون دسنر از د نشنال آلبوم‌ها را نوشت و ضبط کرد. هردو آلبوم دارای همکاری‌هایی با بون ایور هستند، و اورمور شامل همکاری‌هایی با د نشنال و هایم است. سوئیفت با دوست‌پسرش جو آلوین، با نام مستعار ویلیام بوری، برخی از ترانه‌ها را نوشت. هردو آلبوم که توسط سوئیفت و دسنر به‌عنوان «رکوردهای خواهر» توصیف شده‌اند، تولید ایندی فولک و آلترناتیو راک دربردارند، که انحرافی از انتشارهای ضرب پاپ قبلی او است.
در ایالات متحده، فولکلور و اورمور هریک توسط سه تک‌آهنگ تبلیغ شدند — یکی به رادیوی اصلی، یکی به رادیوی کانتری و دیگری به رادیو تریپل اِی فرستاده شدند. تک‌آهنگ‌ها به‌ترتیب «ژاکت کش‌باف پشمی»، «بتی»، «تبعید» (به همراهی بون ایور) بودند؛ و «درخت بید»، «جسدی نیست، جرمی نیست» (به همراهی‌ هایم)، «جزیره کنی» (به همراهی د نشنال)؛ به‌ترتیب. در آلمان، از فولکلور یک تک‌آهنگ دیگر، «شماره یک» ، منتشر شد. تک‌آهنگ‌های اصلی هردو آلبوم، «ژاکت کش‌باف پشمی» و «درخت بید»، در همان هفته که آلبوم‌هایشان در صدر بیلبورد ۲۰۰ جای گرفتند در صدر ۱۰۰ تک‌آهنگ داغ بیلبورد قرار گرفتند، که این امر باعث شد تا سوئیفت اولین هنرمندی باشد تا در صدر جدول‌های تک‌آهنگ‌ها و آلبوم‌های ایالات متحده به‌طور همزمان قرار می‌گیرد. هردو آلبوم در هفتهٔ اول انتشار بیش از یک میلیون نسخه در سراسر جهان فروختند، که فولکلور دو میلیون نسخه فروخت. فولکلور رکورد استریم‌های آلبوم در روز اول توسط هنرمند زن را در پلتفرم اسپاتیفای شکست، که در رکوردهای جهانی گینس ثبت شد. این آلبوم با فروش ۱٫۲ میلیون نسخه تا ژانویه ۲۰۲۱، پرفروش‌ترین آلبوم سال ۲۰۲۰ در ایالات متحده بود. در ۲۵ نوامبر، فیلم کنسرت فولکلور: جلسه‌های استودیوی لانگ پاند که خودش کارگردانی کرده‌است، مستند مراحل ساخت فولکلور، را در دیزنی+ منتشر کرد. در جوایز موسیقی آمریکا ۲۰۲۰، او موفق به کسب سه جایزه، از جمله هنرمند سال برای سومین سال متوالی شد. سوئیفت در شصت و سومین مراسم جایزه گرمی نامزد دریافت شش جایزه شد، که آلبوم سال را برای فولکلور دریافت کرد. او اولین زن در تاریخ است که این جایزه را سه‌بار برنده شده‌است. در مه ۲۰۲۱، سوئیفت جایزهٔ آیکان جهانی را که توسط جوایز بریت اهدا می‌شود، دریافت کرد، که به اولین زنی تبدیل می‌شود که با این دستاورد مورد تقدیر قرار گرفته‌است، و جایزهٔ ترانه‌سرای آیکان را به‌دلیل تأثیرش در موسیقی از انجمن ملی ناشران موسیقی دریافت کرد.

### ۲۰۲۱–اکنون: ضبط‌های مجدد، نیمه‌شب‌ها، و تور دوره‌ها

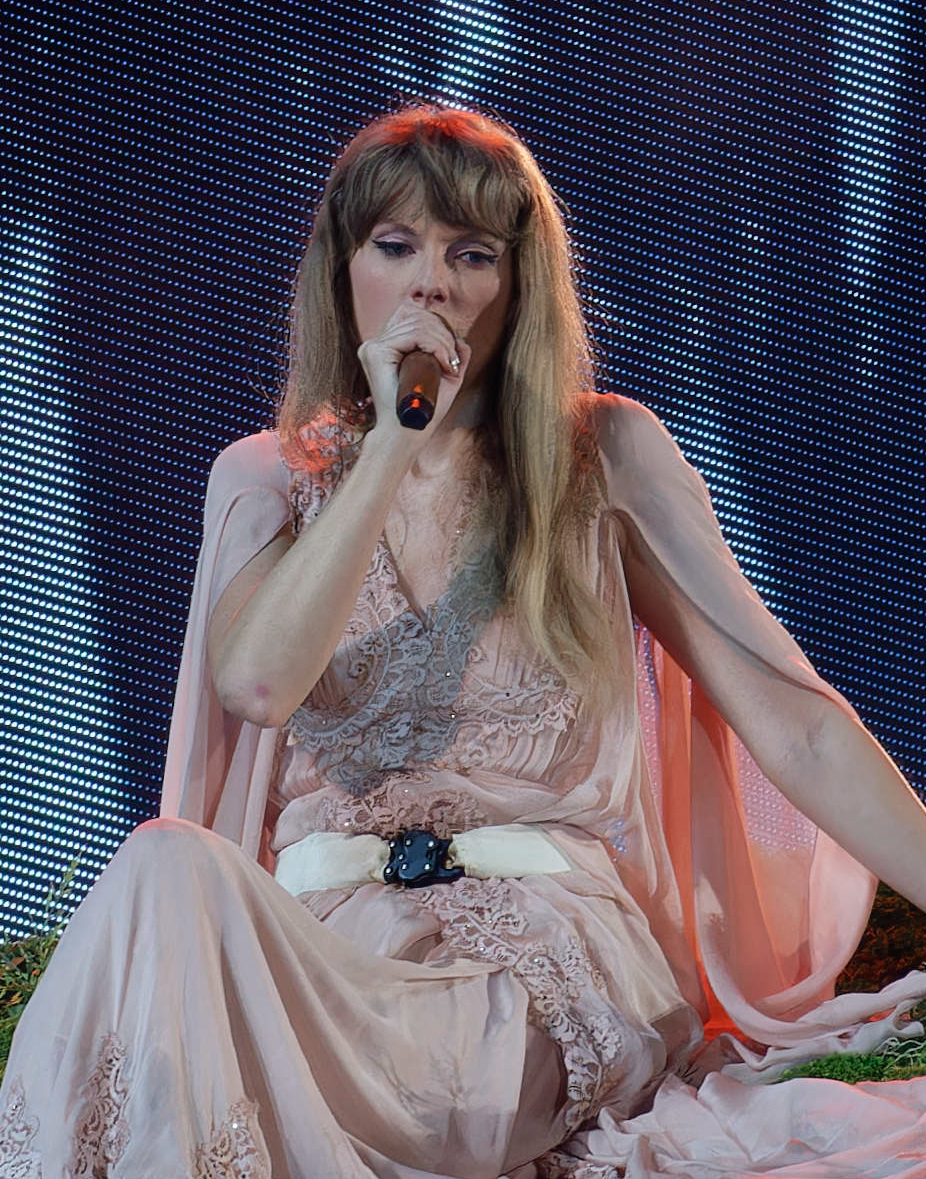
سوئیفت در تور دوره‌ها (۲۰۲۳)

به‌دنبال اختلاف نظر دربارهٔ مسترها، سوئیفت ضبط مجدد شش آلبوم استودیویی نخستش را اعلام کرد که با بی‌باک (نسخهٔ تیلور) و سرخ (نسخهٔ تیلور) به‌ترتیب در آوریل و نوامبر ۲۰۲۱ آغاز شد. هر دو آلبوم نخستین ضبط مجدد در تاریخ بودند که به صدر جدول بیلبورد ۲۰۰ رسیدند. خبر بی‌باک (نسخهٔ تیلور) از پیش با انتشار «داستان عشق (نسخهٔ تیلور)» اعلام شد که او را پس از دالی پارتن نخستین هنرمندی کرد که هم نسخهٔ اصلی و هم نسخهٔ مجدداً ضبط‌شدهٔ ترانه‌ای را به صدر جدول ترانه‌های کانتری برتر می‌رسانند. سرخ (نسخهٔ تیلور) با «همه‌اش را خیلی خوب (نسخهٔ ۱۰ دقیقه‌ای)» پشتیبانی گردید و به طولانی‌ترین ترانهٔ تاریخ تبدیل شد به جایگاه نخست هات ۱۰۰ می‌رسد. این ترانه با فیلم کوتاهی همراه بود که جایزهٔ گرمی بهترین موزیک ویدئو را برنده شد و سوئیفت سومین بار جایزهٔ موسیقی ویدئوی ام‌تی‌وی برای ویدئوی سال را دریافت کرد.
دهمین آلبوم استودیویی سوئیفت، نیمه‌شب‌ها، در ۲۱ اکتبر ۲۰۲۲ منتشر شد. مشخصهٔ این آلبوم، سبک‌های الکتروپاپ عاری از مبالغه و همچنین سینث-پاپ بود. منتقدان رولینگ استون آن را اثری نامیدند که به‌زودی ماندگار خواهد شد. این پنجمین آلبوم اوست که با فروش بیش از یک میلیون نسخه در هفتهٔ نخست، به صدر جدول بیلبورد ۲۰۰ رسید و رکوردهای گوناگونی را در زمینهٔ استریم شکست، از جمله بیشترین استریم در یک روز و یک هفته در اسپاتیفای. قطعات این آلبوم که «ضدقهرمان» نخستین تک‌آهنگش شد، همگی ۱۰ جایگاه اول جدول هات ۱۰۰ را تصاحب کردند و سوئیفت نخستین هنرمندی شد که این کار را انجام داد. دو تک‌آهنگ دیگر، «غبار اسطوخودوس» و «کارما»، به رتبهٔ دوم این جدول رسیدند. در جوایز موسیقی ویدئوی ام‌تی‌وی ۲۰۲۳، سوئیفت ۹ جایزه شامل چهارمین ویدئوی سال خود («ضدقهرمان») را برنده شد. او در شصت و ششمین مراسم جوایز گرمی هم جایزه بهترین آلبوم آواز پاپ و چهارمین آلبوم سالش (بیشترین تعداد برای هر هنرمندی) را برنده شد.
در مارس ۲۰۲۳، سوئیفت تور دوره‌ها را برگزار کرد که تمام ۱۰ آلبوم استودیویی او را بازنگری می‌کند. رسانه‌های خبری تأثیر فرهنگی و اقتصادی این تور را بسیار پوشش دادند و قسمت آمریکای آن، رکورد بیشترین بلیت فروخته‌شده در یک روز را شکست. تیکت‌مستر به‌دلیل عدم مدیریت صحیحِ فروش بلیت تور، مورد انتقادات سیاسی قرار گرفت. تور دوره‌ها به پرفروش‌ترین تور تاریخ تبدیل شد که بیش از یک میلیارد دلار گردآوری کرد؛ فیلم کنسرتی این تور در ۱۳ اکتبر ۲۰۲۳ در سینماهای جهانی اکران شد و به پرفروش‌ترین فیلم کنسرتی تاریخ تبدیل گردید، به‌طوری که ۲۵۰ میلیون دلار در سطح جهانی فروش داشت و نامزد جایزهٔ گلدن گلوب در رشتهٔ دست‌آورد در سینما و گیشه شد. طبق برآورد فوربز و بلومبرگ نیوز تا اکتبر ۲۰۲۳، ارزش خالص سوئیفت ۱٫۱ میلیارد دلار بوده است؛ بنابراین، او نخستین موسیقی‌دان تاریخ است که «صرفاً بر اساس ترانه‌ها و اجراهایش» میلیاردر شده است. فوربز پیشتر چهار مرتبه (۲۰۱۶، ۲۰۱۹، ۲۰۲۱ و ۲۰۲۲) او را پردرآمدترین موسیقی‌دان زن سال معرفی کرده بود.
سوئیفت به انتشار آلبوم‌های مجدداً ضبط‌شده طی تور دوره‌ها ادامه داد. حالا صحبت کن (نسخهٔ تیلور) که در ۷ ژوئیهٔ ۲۰۲۳ منتشر شد، سوئیفت را نخستین زنی کرد که بیشترین آلبوم نامبروان (۱۲) در تاریخ بیلبورد ۲۰۰ را دارد و از باربارا استرایسند پیشی گرفت. ۱۹۸۹ (نسخهٔ تیلور) که در ۲۷ اکتبر ۲۰۲۳ منتشر شد، رکورد سوئیفت برای فروش یک میلیون نسخه در یک هفته در ایالات متحده را افزایش داد و پرفروش‌ترین آلبوم سال ۲۰۲۳ شد. فروش هفتگی این آلبوم از فروش نیمه‌شب‌ها پیشی گرفت. تک‌آهنگ آن، «الان همه‌چیز تموم شد؟» نیز به صدر جدول هات ۱۰۰ رسید و جایگزینِ «تابستان ظالم» خود سوئیفت شد. انتشار موسیقی، برگزاری تور و کارهای وابستهٔ سوئیفت در جایگاه بی‌سابقه‌ای از محبوبیت پس از دوران همه‌گیری به اوج رسید. به گفتهٔ میوزیک بیزنس ورلدواید، او در سال ۲۰۲۳ وارد «بالاترین سطح نو از موفقیت شغلی جهانی» شد. سوئیفت دارندهٔ بیشترین استریم سال ۲۰۲۳ در اسپاتیفای، اپل میوزیک، و آمازون میوزیک شد. به‌علاوه نخستین هنرمندی بود که به رتبهٔ نخست فهرست هنرمندان برتر پایان سال بیلبورد در سه دههٔ گوناگون (۲۰۰۹، ۲۰۱۵ و ۲۰۲۳) رسید و نخستین هنرمند زنده‌ای بود که در یک زمان پنج آلبوم را به جایگاه ده‌تای برتر بیلبورد ۲۰۰ رساند. او همچنین تا سال ۲۰۲۳ مجموعه‌ای از املاک و مستغلات به ارزش ۱۵۰ میلیون دلار داشت: او خانه‌هایی در نشویل، ترایبکا، لس آنجلس و رود آیلند دارد.
فراتر از موسیقی، سوئیفت از سال ۲۰۲۱ تا ۲۰۲۳ در پنج ترانه حضور یافت: «خائن» و «توس» از بیگ رد مشین، ریمیکسی از «بنزین» از هایم، «جوکر و ملکه» از اد شیرن و «الکات» از د نشنال. برای موسیقی متن فیلم ۲۰۲۲ جایی که خرچنگ‌ها آواز می‌خوانند، او «کارولینا» را ضبط کرد که نامزد بهترین ترانهٔ غیراقتباسی از گلدن گلوب و بهترین ترانهٔ نوشته‌شده برای رسانه‌های بصری از گرمی شد. به جز موسیقی، سوئیفت نقش مکملی در فیلم کمدی تاریخی ۲۰۲۲ آمستردام داشت و تا سال ۲۰۲۲، برای کارگردانی فیلم بلندی برای سرچلایت پیکچرز قرارداد امضا کرده است.
سوئیفت در سال ۲۰۲۳ با بازیکن فوتبال آمریکایی، تراویس کلسی، وارد رابطه شد. در ژانویهٔ ۲۰۲۴، تصاویر پورنوگرافی جعلی از سوئیفت در توییتر منتشر شد که با هوش مصنوعی ساخته شده بود. این تصاویر به دیگر پلتفرم‌های رسانه‌های اجتماعی سرایت کرد که موجب انتقاد از هوش مصنوعی و توییتر و همچنین تقاضای اصلاحات حقوقی شد.
یازدهمین آلبوم استودیویی سوئیفت، دپارتمان شاعران رنج‌کشیده، در ۱۹ آوریل ۲۰۲۴ منتشر شد. این آلبوم به صدر جدول‌های فروش جهانی رسید و یک دسته از رکوردها را شکست؛ این نخستین آلبومی بود که طی یک هفته ۱ میلیارد استریم در اسپاتیفای جمع‌آوری کرد، در ایالات متحده ۲٫۶ میلیون نسخه در هفته نخست فروخت و سوئیفت را به نخستین هنرمندی تبدیل کرد که ۱۴ عنوان برتر بیلبورد هات ۱۰۰ و ۱۰ عنوان برتر جدول تک آهنگ‌های ای‌آرآی‌ای استرالیا را به خود اختصاص داده است. تک‌آهنگ آغازین آن، «چهارده شب» با حضور پست مالون، به دوازدهمین ترانهٔ شماره یک سوئیفت در هات ۱۰۰ تبدیل شد.

## هنرمندی

### تأثیرپذیری
یکی از نخستین خاطرات موسیقی سوئیفت، شنیدن آواز مادربزرگش، مارجوری فینلی بود که در کلیسا می‌خواند. در کودکی، او از موسیقی متن فیلم‌های دیزنی لذت می‌برد. سوئیفت گفته اعتماد به نفسش را مدیون مادرش است که به او کمک کرد تا در کودکی در سخنرانی کلاسی حاضر شود. او همچنین «شیفتگی به نوشتن و روایت‌پردازی» اش را به مادرش نسبت می‌دهد. سوئیفت مجذوب شیوهٔ داستان‌پردازی موسیقی کانتری شد، و با گوش دادن به «هنرمندان کانتری زن بزرگ» دههٔ ۱۹۹۰، یعنی شانیا توین، فیث هیل و دیکسی چیکس، با این ژانر آشنا شد. توین، هم به‌عنوان ترانه‌سرا و هم به‌عنوان اجراکننده، بیشترین تأثیر را در موسیقی او داشت. هیل الگوی دوران کودکی سوئیفت بود و از او تقلید می‌کرد. او نگرش جسور دیکسی چیکس و توانایی آن‌ها در نواختن سازهایشان را تحسین کرد. همچنین سوئیفت به بررسی ستارگان کانتری قدیمی‌تر، مانند پتسی کلاین، لورتا لین، تمی وینت و دالی پارتن پرداخت؛ او معتقد است پارتن نمونه‌ای قابل ستایش برای ترانه‌سرایان زن است. سوئیفت هنرمندان آلترناتیو-کانتری مانند پتی گریفین و لوری مک‌کنا را نیز بررسی کرد. به‌عنوان ترانه‌سرا، سوئیفت از جونی میچل الگو گرفت؛ او می‌گوید که چطور اشعار شرح حالِ میچل عمیق‌ترین احساسات را بیان می‌کند: «فکر می‌کنم [آبی] موردعلاقهٔ من است زیرا باطن کسی را خیلی عمیق کاوش می‌کند.»
سوئیفت تحت‌تأثیر هنرمندان مختلف پاپ و راک نیز قرار گرفته‌است. او از پل مک‌کارتنی، بروس اسپرینگستین، برایان آدامز، رولینگ استونز، امیلو هریس، کریس کریستوفرسون و کارلی سایمون به‌عنوان سرمشق حرفه‌اش یاد می‌کند. او مدت‌هاست که اسپرینگستین و استونز را به‌دلیل پابرجا بودن فعالیت موسیقی‌شان دوست دارد و دربارهٔ استونز می‌گوید: «تأثیر عظیمی بر کل چشم‌اندازم در حرفه‌ام» داشته‌است. همان‌طور که سوئیفت بزرگ‌تر می‌شد، او آرزو داشت مانند هریس باشد و موسیقی را بر شهرت ترجیح دهد. آلبوم سینث-پاپ او، ۱۹۸۹، متأثر از برخی خوانندگان پاپ موردعلاقهٔ او در دههٔ ۱۹۸۰، از جمله پیتر گابریل، آنی لنکس، فیل کالینز و مدونا بود. او از سبک موسیقایی کیث اربن و اشعار فال اوت بوی به‌عنوان تأثیرگذار یاد کرده‌است.

### ژانرها
اگر یک چیز وجود داشته باشد که سوئیفت در حرفه‌اش به اثبات رسانده‌است، آن این است که او از محدود کردن خودش امتناع می‌ورزد. صدای همواره در حال تحولش، او را از محبوب کانتری تا اعجوبهٔ پاپ، به تازه‌ترین قصه‌گوی ماهر فولک رساند.

—آکادمی ملی علوم و هنرهای ضبط، ۲۰۲۱
سوئیفت بابت اقدام به تجربهٔ ژانرهای موسیقی گوناگون مشهور است. همچنین حرفهٔ او دستخوش بازآفرینی سبک هنری می‌شود، به‌طوری که او از سوی رسانه‌ها «آفتاب‌پرست موسیقی» توصیف شده‌است. تا سال ۲۰۱۲ که چهارمین آلبومش، سرخ را منتشر کرد، او خودش را موسیقی‌دان کانتری می‌شناخت. آلبوم‌های او به ایستگاه‌های رادیوی کانتری ارسال می‌شد اما منتقدان موسیقی به وجود سبک‌های فراگیری از پاپ و راک در آثارش اشاره می‌کردند. منتقدان در سال‌های پس از ۲۰۱۰ شاهد ملودی‌هایی از سوئیفت بودند که از موسیقی پاپ ریشه می‌گرفت و عناصر موسیقی کانتری، به سازهایی مانند بانجو، ماندولین، و فیدل و توانگِ خفیف او محدود می‌شود؛ در نتیجه برخی اظهار داشتند که خصوصیت موسیقی کانتری سوئیفت به‌جای اینکه معرفِ سبک موسیقی او باشد، معرفِ ترانه‌سرایی روایی اوست. اگرچه صنعت موسیقی نشویل، جایگاه سوئیفت به‌عنوان موسیقی‌دان کانتری را می‌پذیرفت، منتقدان او را به دست کشیدن از اصول متعارف موسیقی کانتری به نفعِ موفقیت متقاطع در بازار پاپ جریان اصلی متهم کردند. سبک‌های الکتریک پاپ، راک و الکترونیکِ سرخ، گفتمان‌های انتقادی را تشدید کرد؛ سوئیفت به این موضوع واکنش نشان داد: «برچسب‌زنی ژانر را به افراد دیگری می‌سپارم.»
روزنامه‌نگار جودی رُزِن می‌گوید سوئیفت با شکل‌گیری حرفهٔ موسیقی‌اش در نشویل، «تدبیر فریب‌کارانه‌ای» داشت که خودش را در عرصهٔ کانتری تثبیت کرد و سپس به سمت پاپ آمد. او در سال ۲۰۱۴ با انتشار پنجمین آلبوم استودیویی سینت-پاپ خود، ۱۹۸۹، هویت موسیقی کانتری‌اش را کنار گذاشت. سوئیفت ۱۹۸۹ را نخستین «آلبوم پاپ اثبات‌شدهٔ رسمی» خود توصیف کرد. آلبوم‌های بعدی، اعتبار (۲۰۱۷) و معشوق (۲۰۱۹)، ساختار پاپ شادی دارند؛ اعتبار شامل عناصر هیپ هاپ، ترپ و ئی‌دی‌ام است. از سوی دیگر، نیمه‌شب‌ها (۲۰۲۲) «با آوای پاپ ملایم و فاقد شکل ثابت» و تجربی‌تر، متمایز می‌شود. اگرچه نقدهای مربوط به آلبوم‌های پاپ سوئیفت عموماً مثبت بودند، برخی از منتقدانِ گلایه‌مند بر این باورند که ساختار موسیقی پاپ نشان‌دهنده تلاش سوئیفت به‌منظور موفقیت در جریان اصلی است و اصالتش را به‌عنوان ترانه‌سرایی که به‌وسیلهٔ پیشینه موسیقی کانتری‌اش پرورش یافته‌است، از بین می‌برد. با نگاهی به گذشته، این انتقاد را برخی راکیست توصیف کرده‌اند. به عقیدهٔ موسیقی‌شناس نیت اسلون، تحول موسیقی سوئیفت بیشتر به‌سبب نیازش به گسترش هنرش بود. سوئیفت با آلبوم‌های استودیویی‌اش در سال ۲۰۲۰، فولکلور و اورمور، از پاپ جریان اصلی پرهیز کرد و به تجربهٔ سبک‌های آلترناتیو مانند ایندی راک پرداخت. به عقیدهٔ مجلهٔ کلش، حرفهٔ سوئیفت همواره فرازمینی بوده و مرزها را جابه‌جا کرده‌است و به نقطه‌ای رسیده که در آن «تیلور سوئیفت فقط تیلور سوئیفت است»، یعنی با هیچ ژانری تعریف نشده‌است.

### صدا
سوئیفت از گونهٔ صدای متزوسوپرانو برخوردار است. او به‌طور کلی آواز ملایم اما با رنگ متنوعی دارد. به‌عنوان خوانندهٔ کانتری، آواز او از سوی برخی در مقایسه با خوانندگان معاصر او، ضعیف و گرفته توصیف شد. سوئیفت پذیرفت که توانایی آوازش در اوایل حرفه‌اش اغلب او را نگران می‌ساخت و سخت تلاش کرد تا پیشرفت کند. پس از اینکه با ۱۹۸۹ به موسیقی پاپ روی آورد، دیدگاه‌ها در خصوص آواز او ضد و نقیض بود؛ منتقدان شکایت داشتند که سوئیفت فاقد تکنیک درخور است اما از طرز بیان صدایش برای انتقال احساساتش به مخاطب قدردانی کردند و عقیده داشتند که سوئیفت به‌جای «قدرت و نکات ظریف» به «صمیمیت» اولویت می‌دهد. همچنین منتقدان او را به‌خاطر اجتناب از اصلاح زیروبمی خود با اتو-تیون تحسین کردند.
به گفتهٔ لس آنجلس تایمز، ویژگی آواز تعیین‌کنندهٔ سوئیفت، توجه او به جزئیات برای بیان احساسی دقیق است. با انتشار اعتبار، منتقدان خاطرنشان کردند که او «یادمی‌گیرد چطور از صدای خود به‌عنوان ساز کوبه‌ای متعلق به خودش استفاده کند» و آواز صریح معروفش را برای کادانس و ضرب‌آهنگ‌های «باحال محاوره‌ای خالی از تعصب» که شبیه به سبک‌های هیپ هاپ و آراندبی است، جایگزین می‌کند. با این حال، آلترناتیو پرس بیان کرد که سبک‌پردازی آواز «تداعی‌گر» او، بیشتر پاپ پانک و ایمو است.
نقدهای مربوط به آلبوم‌ها و اجراهای بعدی سوئیفت، از آواز او قدردان‌تر بودند. منتقدان عقیده داشتند آواز او کمتر تو دماغی، غنی‌تر، طنین‌دارتر و قدرتمندتر شده‌است. با فولکلور و اورمور، سوئیفت به‌خاطر صدای سوزناک و ماهر و در عین حال شفاف و کنترل‌شده‌اش مورد تحسین قرار گرفت. پیچفورک آوازش در این آلبوم‌ها را «همه‌کاره و رسا» توصیف کرد. آلیسا بارنا، استاد تئوری موسیقی، صدای سوئیفت را «نفس‌گیر و زنده» در رجیستر بالا و «پرطنین و ژرف» در رجیستر پایین نامید. با آلبوم‌های مجدداً ضبط‌شدهٔ او در سال ۲۰۲۱، منتقدان شروع به تمجید از لحن پخته، عمیق‌تر و «پرطنین‌تر» صدای او کردند. منتقدی از روزنامهٔ i در سال ۲۰۲۱ گفت که آواز سوئیفت با فراهم‌سازی آواز به‌تازگی کشف‌شده‌اش، بسیار بهتر شده‌است. به عقیدهٔ گاردین، اوج آواز پرشور سوئیفت یکی از خصلت‌های بارز آواز اوست، و اینکه توانگِ کانتری او از بین رفت. نیمه‌شب‌ها بابت شیوهٔ آواز متفاوت و ظریف سوئیفت مورد تحسین قرار گرفت. در سال ۲۰۲۳، نام او در فهرست ۲۰۰ خوانندهٔ برتر تمام ادوار رولینگ استون در رتبهٔ ۱۰۲ قرار گرفت. در بررسی تور دوره‌ها، آماندا پتروسیچ منتقد نیویورکر، وضوح، لحن و آواز «قوی‌تر» سوئیفت را تحسین کرد.

### ترانه‌سرایی
در نشریات گوناگونی از سوئیفت به‌عنوان یکی از بزرگ‌ترین ترانه‌سرایان تمام ادوار نام برده شده‌است. دانش‌پژوهان انگلیسی‌زبان مانند جاناتان بیت و استفانی برت خاطر نشان کرده‌اند که احساس ادبی، مفهوم ملودی، و سبک نگارش بیانی او در میان همتایانش کمیاب هستند. بریج‌های سوئیفت اغلب به‌عنوان یکی از بهترین خصلت‌های ترانه‌های او مورد تأکید قرار می‌گیرند، به‌طوری که مجلهٔ تایم به او لقب «ملکهٔ بریج‌ها» را داد.
در مصاحبهٔ سال ۲۰۱۱ با نیویورکر، سوئیفت نخست خود را به‌عنوان ترانه‌سرا معرفی کرد: «من ترانه‌ها را می‌نویسم، و صدایم فقط راهی برای رساندن مفهوم اشعار است.» در ترانه‌های اولیهٔ او، تجربیات زندگی شخصی‌اش الهام‌بخش متداول سوئیفت بوده‌اند که به او کمک کرد تا زندگی را پشت سر بگذارد. تکنیک «وقایع‌نگارانه» در ترانه‌سرایی او، با شناسایی یک احساس آغاز شد و با ملودی مربوط ادامه پیدا کرد. در سه آلبوم استودیویی نخست او، عشق، دلشکستگی و عدم اطمینان، از دیدگاه نوجوان، مضامین غالب در اشعار او بودند. او در سرخ، به هیاهوی روابط نامطلوب پرداخت، و در ۱۹۸۹، نوستالژی و مثبت‌نگری پس از رابطه را دنبال کرد. اعتبار از جنبه‌های منفی شهرت سوئیفت الهام گرفت، و معشوق، درک و فهم سوئیفت از «گسترهٔ کامل عشق» را با جزئیات شرح داد. سایر مضامین مورد بحث در موسیقی سوئیفت عبارتند از: پویایی خانواده، دوستی، انزوا، خویشتن‌آگاهی، و مقابله با انتقاد کوبنده، به‌ویژه در خصوص جنسیت‌زدگی.
اشعار اعترافی سوئیفت دیدگاه‌های مثبتی از سوی منتقدان داشته‌است. منتقدان به جزئیات واضح و دل‌مشغولی عاطفی سوئیفت تأکید بیشتری داشته‌اند و آن را در موسیقی پاپ غیرمعمول دانسته‌اند. منتقدان همچنین ساختار ملودیک آثار او را ستودند. رولینگ استون سوئیفت را «دانای ترانه‌سرایی با پیشکشی قابل لمس برای ساختار ورس-کر-بریج» توصیف کرد. ان‌پی‌آر به سوئیفت لقب «استاد زبان محاوره‌ای در اشعار خود» را داد و اشاره کرد که ترانه‌های او تعامل عاطفی را بیان می‌کنند. با وجود استقبال مثبت، نیویورکر عقیده داشت که او به‌طور کلی «بیشتر به‌عنوان متخصص فنی چیره‌دست به تصویر کشیده می‌شود تا به‌عنوان رویاپرداز دیلنسک». رسانه‌های تبلوید غالباً موضوعات ترانه‌های او را با معشوقه‌های سابقش مرتبط می‌سازند و دربارهٔ آن‌ها گمانه‌زنی می‌کنند؛ هم منتقدان و هم سوئیفت آن را به‌عنوان عملی جنسیت‌زده مورد انتقاد قرار دادند. صرف نظر از سرنخ‌های ارائه‌شده در نوشته‌های روی جلد آلبوم‌ها، سوئیفت از صحبت در مورد موضوعات ترانه‌هایش اجتناب می‌کند.
در آلبوم‌های سال ۲۰۲۰—فولکلور و اورمور، سوئیفت از گریزگرایی و رمانتیسم الهام گرفت تا روایت‌های تخیلی را پیگیری کند. او در این دو آلبوم اشاره‌ای به زندگی شخصی‌اش نداشت و احساسات خود را به شخصیت‌های خیالی و قوس‌های داستانی لحاظ کرد، که فشار روحی ناشی از توجه رسانه‌ها را بر روی او برداشت و مسیرهای جدیدی را برای هنر خود طرح کرد. به گفتهٔ سوئیفت، او پس از اینکه دیگر نگران موفقیت تجاری نبود، به مسیر ترانه‌سرایی جدید روی آورد. بنا به گفتهٔ مجلهٔ اسپین، او در اورمور احساسات پیچیده را با «دقت و تباهی» پیگیری کرد. به گفتهٔ نشریهٔ کانسکوئنس، آلبوم‌های سال ۲۰۲۰ او فرصتی فراهم کرد که منتقدانِ سوئیفت به «قدرت ترانه‌نویسی» او قانع شوند و او از «نابغهٔ نوجوان به یک بزرگسال خاطر جمع و محتاط» تبدیل شد.
سویفت نوشته‌هایش را به سه نوع تقسیم می‌کند: «اشعار قلم‌پر» (اشاره به ترانه‌هایی که ریشه در شاعرانگی منسوخ دارند)، «اشعار خودنویس» (مبتنی بر خط داستانی مدرن و واضح) و «اشعار روان‌نویس درخشنده» (که دلپسند و پوچ هستند).  منتقدان قطعهٔ پنجم هر یک از آلبوم‌های سوئیفت را «از لحاظ عاطفی حساس‌ترین» ترانهٔ آلبوم یاد می‌کنند. انجمن ملی ناشران موسیقی که در سال ۲۰۲۱ به سوئیفت جایزهٔ نماد ترانه‌سرای سال را اهدا کرد، در مورد او گفت: «امروزه وقتی صحبت از نوشتن موسیقی می‌شود هیچ‌کس به اندازهٔ سوئیفت تأثیرگذار نیست». ویک او را پیشتازترین ترانه‌سرای زن عصر امروزی دانست، و انجمن بین‌المللی ترانه‌سرایان نشویل در سال ۲۰۲۲ او را ترانه‌سرا-هنرمند دهه نامید. سوئیفت همچنین دو شعر منتشر کرده‌است: «چرا دختره ناپدید شد» و «اگر تو به هر اندازه شبیه من هستی».

### اجراها
روزنامه‌نگاران سوئیفت را یکی از بهترین اجراکنندگان و سرگرمی‌سازهای موسیقی جریان اصلی توصیف کرده‌اند. او اغلب بابت مهارت در نمایش‌پردازی و حضور بر روی صحنه تحسین می‌شود. سوئیفت به‌دلیل توانایی‌اش در زمینهٔ بهره‌مندی از مخاطبان گسترده، مانند اجرای کنسرت در استادیوم ورزشی، مشهور است. او برخلاف خوانندگان عصر حاضر، کاملاً به اجرای همراه با رقص متوسل نیست. به عقیدهٔ گرگ کرلنشتاین در مجلهٔ وی، او دارای «موهبت کمیاب تبدیل صحنهٔ استادیوم به محیطی صمیمی» است، فارغ از اینکه «چه گیتار بردارد چه ارتشی از رقصندگان را هدایت کند».

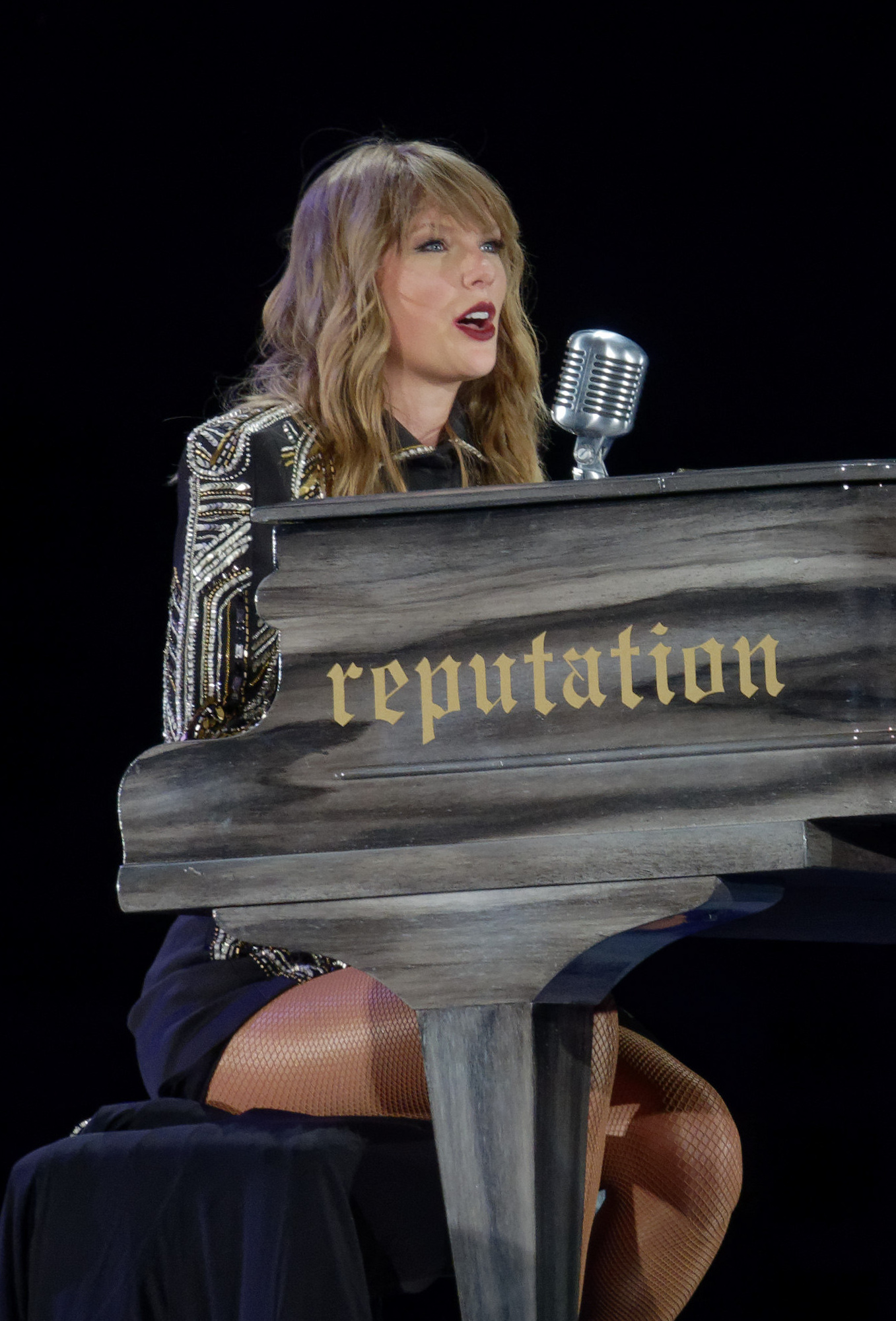
سوئیفت هنگام اجرا در تور استادیومی اعتبار، مهٔ ۲۰۱۸

در نقدی برای اجراهای اولیهٔ سوئیفت به سال ۲۰۰۸، ساشا فریر-جونز در نیویورکر او را سرگرم‌سازی نامید که به‌طور استثنایی ماهر است و صحنه‌گرداری سرزنده‌ای دارد: «[سوئیفت] با حرفه‌ای‌گرایی که از سن چهارده سالگی نشان داده، انرژی جمعیت را احیا کرد.» در سال ۲۰۱۸، کریس دیویل از استریوگام نوشت که پرسونای او روی سکوی اجرا از شخصیت «خدایان کلاسیک راک» الگوبرداری می‌کند. به عقیدهٔ جیم هرینگتون در مرکوری نیوز، تور استادیومی اعتبار پیشرفت سوئیفت را به‌عنوان اجراکننده نشان می‌دهد، «مخصوصاً در رابطه با توانایی او در تسلط بر صحنه». در سال ۲۰۲۳، آدریان هورتن از گاردین به میزان «استقامت به‌ظاهر پایان‌ناپذیر» سوئیفت در تور دوره‌ها اشاره کرد، و ایلانا کاپلان در روزنامهٔ i، روش نمایش‌پردازی سوئیفت را «بی‌نظیر» خواند.
منتقدان به تنوع هنری سوئیفت به‌عنوان سرگرمی‌ساز تأکید کرده‌اند. آن‌ها توانایی او به‌منظور تغییر پرسوناهای روی صحنه و سبک‌های اجرا بسته به مضامین و زیبایی‌شناسی متغیر آلبوم‌هایش را ستایش کرده‌اند. مشخصهٔ کنسرت‌های او، شرح دقیق برادوی با زیبا جلوه دادن آن و فناوری پیشرفته است. اجراهای او غالباً با حضور گروه موسیقی است که از سال ۲۰۰۷ با آن‌ها اجرا داشته‌است. سوئیفت همچنین در اجرا اغلب خود را با آلات موسیقی مانند گیتار الکتریک، گیتار آکوستیک، پیانو و گاهی با بانجو شش رشته‌ای و یوکللی همراهی می‌کند. او مکرراً با تماشاچیان در تعامل است و اجراهای آکوستیک تک‌نوازی او صمیمی و از لحاظ احساسی اثرگذار توصیف شده‌است که اشعار مبتنی بر داستان‌پردازی و ارتباط او با طرفداران را تکمیل می‌کند. لیدیا بورگام از اسپین‌آف عقیده داشت که صمیمیت اجرای آکوستیک سوئیفت، یکی از اصول جدایی‌ناپذیر «منشأ خواننده-ترانه‌سرایی» اوست. کریس ویلمن از ورایتی، سوئیفت را «صمیمی‌ترین سوپراستار پاپ» و محبوب‌ترین اجراکنندهٔ قرن بیست و یکم نامید.

### ویدئو و فیلم
سوئیفت بر عناصر بصری به‌عنوان جزء خلاقانهٔ مهم در فرایند ساخت موسیقیش تأکید می‌کند. او برای تهیهٔ موزیک ویدئوهایش با کارگردانان گوناگونی همکاری کرده‌است و به مرور زمان در نویسندگی و کارگردانی دخیل شده‌است. او ایده و تریتمنت ویدئوی «بدجنس» را در سال ۲۰۱۱ به وجود آورد و سال قبل موزیک ویدئوی «مال من» را مشترکاً با رومن وایت کارگردانی کرد. در مصاحبه‌ای، وایت توضیح داد که سوئیفت «کاملاً درگیر نوشتن پیش‌نویس فیلم‌نامه، انتخاب بازیگر و انتخاب لباس بود؛ و او در هر دو روز پانزده‌ساعته فیلمبرداری حاضر شد، حتی وقتی او در صحنه‌ها نبود.»
از سال ۲۰۱۴ تا ۲۰۱۸، سوئیفت در هشت موزیک ویدئو با جوزف کان همکاری کرد—چهار ویدئو هر کدام از آلبوم‌های ۱۹۸۹ و اعتبار. کان مشارکت سوئیفت در ساختن موزیک ویدئو را ستایش کرد. در سال ۲۰۱۶، سوئیفت با امریکن اکسپرس برای موزیک ویدئوی «فضای خالی» (که کان کارگردانی کرده‌است) کار کرد، و تهیه‌کنندهٔ اجرایی برنامه تعاملی ای‌ام‌ای‌ایکس غیرمستقیم: تجربه تیلور سوئیفت بود که در سال ۲۰۱۵ برای آن برندهٔ جایزهٔ امی ساعات پربیننده در دستهٔ بهترین برنامه تعاملی شد. سوئیفت موزیک ویدئوی «کینه» را تهیه‌کنندگی کرد و جایزهٔ گرمی بهترین موزیک ویدئو را در سال ۲۰۱۶ دریافت کرد.
شرکت تولید فیلم او، تیلور سوئیفت پروداکشنز، آی‌ان‌اس، در تهیهٔ تمام رسانه‌های بصری سوئیفت نقش دارد که نخستین کار این شرکت، ساخت مستند کنسرتی تور استادیومی اعتبار در سال ۲۰۱۸ بود. او به کارگردانی مشترک ویدئوها برای تک‌آهنگ‌های آلبوم معشوق ادامه داد: «من!» با دیو میرز، و «تو باید آرام باشی» (همچنین تهیه‌کنندهٔ اجرایی) و «معشوق» با درو کیرش. اما با ویدئوهای «آن مرد» (که برندهٔ جایزهٔ بهترین کارگردانی از ام‌تی‌وی شد)، «کاردیگن»، «بید»، «ضدقهرمان» و «آراسته به جواهر» خودش به‌صورت انفرادی وظیفهٔ کارگردانی را به عهده گرفت. پس از فولکلور: جلسه‌های استودیوی لانگ پاند، سوئیفت با همه‌اش را خیلی خوب: فیلم کوتاه، به‌عنوان فیلم‌ساز آغاز به کار کرد و نخستین هنرمندی شد که به‌عنوان کارگردان انفرادی، جایزهٔ گرمی بهترین موزیک ویدئو را کسب کرد. سوئیفت از کلویی ژائو، گرتا گرویگ، نورا افرون، گیرمو دل تورو، جان کاساوتیس و نوآ بامباک به‌عنوان الگوی فیلم‌سازی خود نام برده‌است.

## موقعیت فرهنگی
سوئیفت در ابعاد مختلف تأثیر عمیقی بر صنعت موسیقی داشته‌است. نشریات سوئیفت را روح زمانه یا «نیروی حیاتی» فرهنگی توصیف می‌کنند، به‌طوری که بیلبورد خاطر نشان کرد فقط هنرمندان معدودی مانند او موفقیت در جداول فروش، تحسین منتقدان و حمایت از سوی طرفداران را دارند که این‌ها از تأثیر گستردهٔ سوئیفت ناشی می‌شود. به عقیدهٔ نشریات، فروش میلیونی آلبوم‌های سوئیفت، پدیده‌ای نادر در صنعت تحت سلطهٔ استریم است که به‌دنبال پایان دوره آلبوم در دههٔ ۲۰۱۰ رخ داد. سوئیفت تنها هنرمندِ تاریخچهٔ لومینیت دیتا است که پنج آلبومش در هفتهٔ نخست انتشار بیش از یک میلیون نسخه فروخته‌است و منجر به این شد تا مجلهٔ نیویورک او را «کسی که صنعت موسیقی را به خواست خود منعطف می‌کند» بنامد. سوئیفت همچنین مدافع فروشگاه‌های موسیقی مستقل دانسته می‌شود، که در رواج مجدد وینیلِ قرن بیست و یکم نقش داشته‌است. پس از دست‌یابی به چندین دستاورد شگرف، ورایتی به سوئیفت لقب «ملکهٔ استریم» را داد. اقتصاددان آلن کروگر، مفهومش «rockonomics» —تحلیل اقتصاد خردِ صنعت موسیقی—را با بهره‌گیری از سوئیفت که او را «نابغهٔ اقتصادی» می‌داند، ابداع کرد.
در سال ۲۰۱۳، جودی رُزِن در مجلهٔ نیویورک، سوئیفت را «بزرگ‌ترین ستارهٔ پاپ جهان» نامید و عقیده داشت که فرایند به شهرت رسیدنِ او برخلافِ نمونه‌های جاافتاده بوده‌است: «[سوئیفت] بین ژانرها، دوره‌ها، جمعیت‌شناسی، پارادایم‌ها، شیوه‌های پرطرفدار قرار می‌گیرد»؛ به عقیدهٔ این روزنامه‌نگار، هنرمندان دیگر مانند بیانسه، ریانا، لیدی گاگا، کیتی پری، مایلی سایرس و جاستین بیبر «تمامشان برای [دست‌یابی به] مقام دوم در رقابت هستند». طبق گزارش سی‌ان‌ان، سوئیفت دههٔ ۲۰۱۰ را به‌عنوان ستارهٔ کانتری آغاز کرد و آن دههٔ را به‌عنوان «تایتان موسیقایی تمام ادوار» به پایان رساند. نام او در سال ۲۰۱۹ بیشترین جستجوی زن و در سال ۲۰۲۲ بیشترین جستجوی موسیقی‌دان در گوگل بود.

### میراث
در حال حاضر هنرمندان مختلفی در بخش‌های گوناگون صنعت موسیقی سلطه دارند: برخی در استریمینگ بسیار موفق‌اند، برخی دیگر در اجرای زنده جمعیت زیادی را جذب می‌کنند. اما اکنون در نقطه‌ای قرار داریم که هیچ‌کس از تیلور سوئیفت برتر نیست؛ چه از نظر پخش رادیویی، چه در استریم، فروش بلیت، یا حتی از لحاظ تأثیرگذاری فرهنگی.

–جیسن لیپ‌شوتز، مدیر اجرایی بیلبورد، ۲۰۲۳
سوئیفت در شکل‌گیری چشم‌انداز موسیقی کانتری مدرن نقش داشته است. او موفقیت و شهرتش را فراتر از ایالات متحده بسط داد. او پیشگام استفاده از اینترنت (مای‌اسپیس) به‌عنوان ابزار بازاریابی بوده است و ژانر کانتری را به نسل جوان‌تر معرفی کرد. از آن زمان، ناشران کانتری علاقه‌مند به جذبِ خوانندگان جوانی شدند که ترانه‌هایشان را خودشان می‌نویسند؛ اجرای او با گیتار در شکل‌گیری «فاکتور تیلور سوئیفت» نقش داشت؛ پدیده‌ای که افزایش فروش گیتار به زنان، جمعیتی که قبلاً نادیده گرفته‌شده بودند، را به آن نسبت می‌دهند.
بنا به گفتهٔ نشریات، سوئیفت با تغییر و تحول ژانرهایش در سرتاسر حرفهٔ خود، چشم‌انداز موسیقی معاصر را «برای همیشه» تغییر داد، یعنی دیسکوگرافی که تغییرات فرهنگی را در خود جای دهد و قدرتش «برای تمایل به هر صدایی که او می‌خواهد به مدار جریان اصلی» برساند. علاوه بر این، از نظر شخصی بودن و حساس بودن اشعار او، نیک کاتوچی، روزنامه‌نگار موسیقی معتقد است که سوئیفت به خوانندگان بعدی مانند بیلی آیلیش، آریانا گرانده و هالزی کمک کرد تا همین کار را انجام دهند. همچنین محققان به حساسیت ادبی و مفاهیم پاپ‌گرایی سوئیفت و موسیقی او در قرن بیست و یکم تأکید داشته‌اند.
خواننده‌های متعددی متأثر از سوئیفت و آثار او بوده‌اند. آلبوم‌های او الهام‌بخش یک نسل کامل از خواننده-ترانه‌سرایان بوده است. روزنامه‌نگاران توانایی او به‌منظور تغییر قواعد این صنعت را ستایش می‌کنند، و در مورد اینکه چگونه اقدامات او باعث اصلاح سیاست‌های پلتفرم‌های استریم شد، آگاهی از مالکیت معنوی در میان موسیقی‌دانان آینده را بیشتر کرد، و مدل فروش بلیت کنسرت را تغییر داد، صحبت کرده‌اند. منابع گوناگون، موسیقی سوئیفت را پارادایمی می‌دانند که به نمایندگی از نسل هزاره آمد؛ وبگاه واکس او را «بروس اسپرینگستین هزاره»، و تایمز او را «باب دیلن عصر ما» نامید. به پاس قدردانی از تأثیر فرهنگی‌اش، به سوئیفت عنوان زن دهه (دههٔ ۲۰۱۰) از بیلبورد، هنرمند دهه (دههٔ ۲۰۱۰) از جوایز موسیقی آمریکا و نماد جهانی در جوایز بریت داده شد.
سوئیفت همچنین موضوع مطالعه آکادمیک است؛ سبک هنری و شهرت او موضوعات محبوب مطالعات رسانه‌ای دانشگاهی است. مؤسسات آموزشی مختلف دوره‌هایی را دربارهٔ سوئیفت در زمینه‌های ادبی، فرهنگی و جامعه‌شناسی سیاسی ارائه می‌دهند. ترانه‌های او از سوی روان‌شناسان فرگشتی و تحلیلگران فرهنگی به‌منظور درک رابطهٔ میان موسیقی عامه‌پسند و راهبردهای همسرگزینی انسان مورد مطالعه قرار می‌گیرند. حشره‌شناسان یک گونه از هزارپاییان را به افتخار او، ناناریا سوئیفته نام‌گذاری کردند.
هنرمندان ارشد مانند کارول کینگ، پل مک‌کارتنی، رینگو استار، بیلی جول، میک جگر، مدونا، دالی پارتن و بروس اسپرینگستین، مهارت سوئیفت به‌عنوان موسیقی‌دان را ستایش کرده‌اند. کینگ، سوئیفت را «نوهٔ حرفه‌ای» خود قلمداد و از سوئیفت به‌دلیل «پیش بردن مشعل به سوی جلو» قدردانی کرد. اسپرینگستین او را نویسنده‌ای «خارق‌العاده» نامید. استار و جول، سوئیفت را جانشین بیتلز دانستند.

### تصویر عمومی
موسیقی، زندگی و تصویر سوئیفت همواره مورد توجه گسترده در فرهنگ سلبریتی جهانی بوده‌است. او به‌عنوان آیدل نوجوان آغاز به کار کرد و چهره‌ای فراگیر در فرهنگ مردمی شده‌است، به‌طوری که اغلب از او با عنوان پاپ آیکان نام برده می‌شود. نشریات به ماندگاری و محبوبیت عظیم او به‌عنوان نوعی شهرت اشاره کرده‌اند که از قرن بیستم شاهد آن نبوده‌اند. منتقدان موسیقی سم سندرز و ان پاورز سوئیفت را «ترکیبی بسیار موفق» از یک ستارهٔ پاپ و خواننده-ترانه‌سرا می‌دانند.
روزنامه‌نگاران در مورد شخصیت مودبانه و بی‌پردهٔ سوئیفت نوشته‌اند و او را «محبوب رسانه‌ها» و «آرزوی یک خبرنگار» خطاب می‌کنند. میشل اوباما، بانوی اول سابق ایالات متحده، هنگام اهدای جایزه‌ای به‌منظور تلاش‌های بشر دوستانه او در سال ۲۰۱۲، سوئیفت را هنرمندی توصیف کرد که «به‌سرعت به صدر صنعت موسیقی صعود کرده‌است اما هنوز واقع‌گرا و ثابت‌قدم زندگی می‌کند، کسی که تمام توقعات از آنچه که جوان ۲۲ ساله می‌تواند انجام دهد را از بین برده‌است». سوئیفت در اوایل کار خود از سوی رسانه‌ها به دلیل محبوبیت و ظاهر دختر همسایه‌ای که داشت، به‌عنوان «دلبر آمریکا» شناخته می‌شد. نظرسنجی یوگاو او را تحسین برانگیزترین موسیقی‌دان زن جهان از سال ۲۰۱۹ تا ۲۰۲۱ رتبه‌بندی کرد.
به رغم آنکه سوئیفت تمایلی به بحث عمومی دربارهٔ زندگی شخصی خود ندارد و معتقد است که این کار «ضعف شغلی» است، زندگی شخصی او مورد پوشش گستردهٔ رسانه‌ها و گمانه‌زنی‌های تبلوید قرار دارد، به‌طوری که تمام حرکات او «به‌دقت نظارت و تجزیه و تحلیل» شده‌است. کلش سوئیفت را هنرمندی توصیف کرد که تعریف و انتقادات را مانند برق‌گیر به خود جلب می‌کند. نیویورک تایمز در سال ۲۰۱۳ بیان کرد که پیشینهٔ روابط عاشقانهٔ او به برانگیختن واکنش شدید عموم منجر شده‌است و در مورد اینکه آیا او در بحبوجهٔ «بحران یک چهارم زندگی» بوده‌است یا خیر، صحبت کرد. منتقدان تأکید کرده‌اند که زندگی و حرفهٔ سوئیفت در معرض اسلات-شیمینگ و زن‌ستیزی شدیدی بوده‌است. به عقیدهٔ گلامور، سوئیفت سوژهٔ اصلی تمسخر مردانه است و احساس برتری مردانه را تحریک می‌کند. به گفتهٔ دیلی تلگراف، توانایی او به‌منظور توجه و درک تبعیضِ جنسیتی برای این صنعت بسیار حیاتی است. سوئیفت همچنین بارها هدف ورود غیرقانونی به خانه و آزار تعقیب بوده که برخی از آن‌ها مسلح بودند.
سوئیفت صاحب سه گربه به نام‌های مردیت گری، اولیویا بنسون و بنجامین باتن است. این سه گربه در ویدئوها و کارهای دیگر او به شیوه‌های گوناگون به نمایش درآمده یا به آن‌ها ارجاع شده‌است. بنسون با ارزش خالص ۹۷ میلیون دلار، سومین حیوان خانگی ثروتمند جهان است.

### کنشگری اجتماعی
سوئیفت خود را یک فمینیست طرفدار حق انتخاب معرفی می‌کند و از امضاکنندگان بنیان‌گذار جنبش دیگر بس است علیه آزار جنسی است. او به‌ویژه از تصمیم دیوان عالی ایالات متحده آمریکا در سال ۲۰۲۲ برای لغو حق سقط جنین در سطح فدرال انتقاد کرده است. سوئیفت همچنین از حقوق جامعهٔ ال‌جی‌بی‌تی حمایت می‌کند و خواستار تصویب لایحه برابری (Equality Act) شده است؛ قانونی که تبعیض بر اساس جنسیت، گرایش جنسی و هویت جنسیتی را ممنوع می‌سازد. او در مراسم «ورلدپراید نیویورک ۲۰۱۹» در بار استون‌وال (یکی از نمادهای ال‌جی‌بی‌تی) اجرا داشته و به نهادهای حمایت از جامعهٔ ال‌جی‌بی‌تی مانند پروژه برابری تنسی و سازمان گلاد کمک‌های مالی کرده است.
سوئیفت از جنبش رژه برای زندگی ما و اصلاح قوانین کنترل اسلحه در آمریکا حمایت می‌کند و منتقد سرسخت برترپنداری نژاد سفید، نژادپرستی و وحشی‌گری پلیس است. پس از اعتراضات به قتل جرج فلوید، او به «صندوق دفاع و آموزش حقوقی انجمن ملی پیشرفت رنگین‌پوستان» (NAACP LDF) و جنبش جان سیاه‌پوستان مهم است کمک مالی کرد، خواستار حذف مجسمه‌ها و نمادهای کنفدراسیون در ایالت تنسی شد و از به‌رسمیت‌شناختن روز جونتینت به‌عنوان تعطیلی ملی حمایت کرد. او همچنین منتقد آشکار رئیس‌جمهور دونالد ترامپ بوده است. در سال ۲۰۲۰، سوئیفت از هواداران خود خواست وضعیت نام‌نویسی رأی‌دهندگان خود را بررسی کنند؛ اقدامی که تنها در عرض یک روز منجر به ثبت‌نام ۶۵ هزار نفر برای رأی‌دادن شد. او در انتخابات ریاست‌جمهوری ۲۰۲۰ از جو بایدن و کامالا هریس و در انتخابات ۲۰۲۴ نیز حمایت خود را از کامالا هریس و تیم والز اعلام کرد.

## جایزه‌ها و دستاوردها

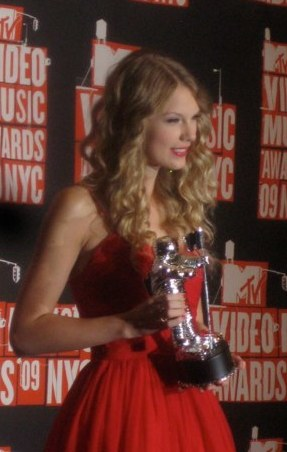
سوئیفت در مراسم جوایز ویدئو موسیقی ام‌تی‌وی در سال ۲۰۰۹

سوئیفت ۱۴ جایزهٔ گرمی (شامل چهار آلبوم سال که بیشترین دفعات برد توسط یک هنرمند است)، یک جایزهٔ امی، ۴۰ جایزهٔ موسیقی آمریکا (بیشترین دفعات برد توسط یک هنرمند)، ۳۹ جایزهٔ موسیقی بیلبورد (بیشترین دفعات برد توسط یک هنرمند زن)، ۱۱۸ رکورد جهانی گینس، ۱۲ جایزهٔ انجمن موسیقی کانتری (شامل جایزهٔ پِنِکال)، هشت جایزهٔ آکادمی موسیقی کانتری و دو جایزهٔ بریت برنده شده‌است. به‌عنوان ترانه‌سرا، از او در انجمن ترانه‌سرایان نشویل، تالار مشاهیر ترانه‌سرایی و انجمن ملی ناشران موسیقی تقدیر به‌عمل آمده و همچنین جوان‌ترین فردی بود که نامش در فهرست رولینگ استون از ۱۰۰ ترانه‌سرای برتر تمام دوران در سال ۲۰۱۵ آمد. در ۶۴مین دورهٔ جوایز بی‌ام‌ال در سال ۲۰۱۶، سوئیفت تبدیل به اولین زنی شد که موفق به دریافت جایزه‌ای به‌نام خودش می‌شود.
مطابق با اطلاعات در دسترس، سوئیفت تا سال ۲۰۱۹ بیش از ۵۰ میلیون آلبوم و ۱۵۰ میلیون تک‌آهنگ در سراسر جهان به‌فروش رسانده بود. او تا سال ۲۰۲۱ بیش از ۱۱۴ میلیون نسخه آلبوم در سطح جهانی فروخته بود که شامل ۷۸ میلیارد استریم می‌شد. فدراسیون بین‌المللی صنعت فونوگرافی در سه مرتبه (۲۰۱۴، ۲۰۱۹ و ۲۰۲۲) او را هنرمند ضبط جهانی سال رتبه‌بندی کرد. سوئیفت دارای بیشترین آلبوم شماره یک در جدول بریتانیا و ایرلند برای یک هنرمند زن در این هزاره است، و با درآمد ۱۵۹٬۰۰۰٬۰۰۰ رنمینبی از آثارش، پرفروش‌ترین هنرمند تاریخ در پلت‌فرم‌های موسیقی دیجیتالی چین است. او نخستین هنرمندی است که آثار خود را در رتبه نخست جدول جایگزین و تمام پنج رتبهٔ نخست جدول آلبوم‌های استرالیا را تصرف می‌کند. سوئیفت همچنان دارندهٔ پرفروش‌ترین تور کنسرت به‌وسیلهٔ هنرمند زن در جهان است که طبق آمار پال‌استار، مجموع فروش بلیت کنسرت‌هایش تا نوامبر ۲۰۲۳ به ۱٫۹۶ میلیارد دلار رسیده‌است. تور دوره‌ها پردرآمدترین تور تاریخ تا دسامبر ۲۰۲۳ است و نخستین توری است که درآمد آن از ۱ میلیارد دلار فراتر رفت. هر یک از آلبوم‌های استودیویی او از زمان بی‌باک، بیش از یک میلیون نسخهٔ جهانی فروش دارند. سوئیفت پرمخاطب‌ترین هنرمند زن در اسپاتیفای و اپل میوزیک است. در اسپاتیفای، او تنها هنرمندی است که بیش از ۲۰۰ و ۲۵۰ میلیون استریم در یک روز دریافت کرده (۲۶۰ میلیون در ۲۷ اکتبر ۲۰۲۳) و تنها هنرمند زنی است که به ۱۰۰ میلیون شنوندهٔ ماهانه رسیده‌است. بیشترین ورود و بیشترین ورود همزمان از یک هنرمند در جدول ۲۰۰ آهنگ جهانی بیلبورد (به‌ترتیب با ۱۴۳ و ۳۱ ترانه) از جمله کارهای برجسته او هستند.
در ایالات متحده، سوئیفت تا سال ۲۰۱۹ بیش از ۳۷٫۳ میلیون آلبوم فروخته‌بود و بیلبورد نام او را در رتبهٔ هشتم فهرست برترین هنرمندان جدول در تمام دوران قرار داد. او دارای طولانی‌ترین مدت حضور در صدر جدول ۱۰۰ هنرمند برتر بیلبورد با ۵۰ هفته، بیشترین هفته (۶۸) در صدر بیلبورد ۲۰۰، هنرمند زنی که بیشترین مقدار ترانهٔ واردشده به ۱۰۰ آهنگ داغ بیلبورد را در تاریخ دارد (۱۳۶) و هنرمندی که بیشترین مقدار تک‌آهنگ رتبهٔ یک در جدول ترانه‌های دیجیتال (۲۲) را دارد. او دومین هنرمند زن پرفروش تک‌آهنگ‌های دیجیتال (و سومین درکل) در ایالات متحده، با ۱۳۴ میلیون واحد معادل به‌گزارش انجمن صنعت ضبط موسیقی ایالات متحده آمریکا است، و اولین هنرمند زنی است که هم آلبوم (بی‌باک) و هم ترانه‌اش («از ذهنم پاکش کنم») گواهی‌نامه الماس دریافت کرده‌اند.
سوئیفت همچنین در لیست‌های مختلف سنجش قدرت قرار گرفته‌است. تایم او را در فهرست ۱۰۰ فرد تأثیرگذار در جهان در سال‌های ۲۰۱۰، ۲۰۱۵، ۲۰۱۹ قرار داده‌است. او یکی از «سکوت‌شکن‌ها» بود که دربارهٔ تجاوز جنسی صحبت کردند، و به‌عنوان شخص سال تایم در سال ۲۰۱۷ مورد تقدیر قرار گرفته‌اند. سوئیفت در سال ۲۰۲۳ به دلیل تأثیرگذاری فرهنگی‌اش مجدداً از سوی تایم به عنوان شخص سال معرفی شد. با این انتخاب از سوی تایم که دلیلش «دستاوردهای هنری» او بود، سوئیفت نخستین زنی نام گرفت که دو بار به عنوان شخص سال روی جلد تایم ظاهر می‌شود. از سال ۲۰۱۱ تا ۲۰۲۰، او جز سه نفر برتر در فهرست پردرآمدترین زنان جهان در موسیقی فوبرز قرار گرفته‌است، که در سال‌های ۲۰۱۶ و ۲۰۱۹ در صدر قرار گرفت. او همچنین در صدر فهرست ۱۰۰ ستاره ثروتمند مجله در سال ۲۰۱۶ — کار برجسته‌ای که نامش را وارد رکوردهای جهانی گینس کرد — و در سال ۲۰۱۹ با درآمد ۱۸۵ میلیون دلار قرار گرفت. در سال ۲۰۱۴، او در فهرست ۳۰ زیر ۳۰ فوبرز در دسته موسیقی و دوباره در سال ۲۰۱۷ در دسته «دانش‌آموختگان آل-استار» قرار گرفت. در سال ۲۰۱۵، سوئیفت تبدیل به جوان‌ترین زنی شد که در فهرست ۱۰۰ زن قدرتمند فوبرز، با رتبه ۶۴ قرار گرفته‌است. در ۱۸ مهٔ ۲۰۲۲، دانشگاه نیویورک به او به خاطر دست‌آوردهایش دکترای افتخاری هنر اعطا کرد.

## ترانه‌شناسی
| - تیلور سوئیفت (۲۰۰۶) - بی‌باک (۲۰۰۸) - حالا صحبت کن (۲۰۱۰) - سرخ (۲۰۱۲) - ۱۹۸۹ (۲۰۱۴) - اعتبار (۲۰۱۷) - معشوق (۲۰۱۹) - فولکلور (۲۰۲۰) - اورمور (۲۰۲۰) - نیمه‌شب‌ها (۲۰۲۲) - دپارتمان شاعران رنج‌کشیده (۲۰۲۴) - زندگی یک شوگرل (۲۰۲۵) | - بی‌باک (نسخۀ تیلور) (۲۰۲۱) - سرخ (نسخۀ تیلور) (۲۰۲۱) - حالا صحبت کن (نسخۀ تیلور) (۲۰۲۳) - ۱۹۸۹ (نسخۀ تیلور) (۲۰۲۳) |

## فیلم‌شناسی
| - روز ولنتاین (۲۰۱۰) - لوراکس (۲۰۱۲) - بخشنده (۲۰۱۴) - گربه‌ها (۲۰۱۹) - همه‌اش را خیلی خوب: فیلم کوتاه (۲۰۲۱) - آمستردام (۲۰۲۲) | فیلم‌های کنسرتی و مستند - سفر به بی‌باک (۲۰۱۰) - تور جهانی ۱۹۸۹ زنده (۲۰۱۵) - تیلور سوئیفت: تور استادیومی اعتبار (۲۰۱۸) - خانم آمریکایی (۲۰۲۰) - تیلور سوئیفت: شهر عاشق (۲۰۲۰) - فولکلور: جلسه‌های استودیوی لانگ پاند (۲۰۲۰) - تیلور سوئیفت: تور دوره‌ها (۲۰۲۳) |

## تورها
- تور بی‌باک (۲۰۰۹–۲۰۱۰)
- تور جهانی حالا صحبت کن (۲۰۱۱–۲۰۱۲)
- تور سرخ (۲۰۱۳–۲۰۱۴)
- تور جهانی ۱۹۸۹ (۲۰۱۵)
- تور استادیومی اعتبار (۲۰۱۸)
- تور دوره‌ها (۲۰۲۳–۲۰۲۴)

### واژه‌نامه
1. ↑  Scott Kingsley Swift
2. ↑  Andrea Gardner Swift
3. ↑  Finlay
4. ↑  Wyndcroft School
5. ↑  Berks Youth Theatre Academy
6. ↑  Ronnie Cremer
7. ↑  Dan Dymtrow
8. ↑  Aaron Academy
9. ↑  Escape Together World Tour
10. ↑  Thug Story
11. ↑  TAS Rights Management
12. ↑  David Mueller
13. ↑  AMEX Unstaged: Taylor Swift Experience
14. ↑  Taylor Swift Productions, Inc.